# ジャングルの王者ターちゃん
『ジャングルの王者ターちゃん♡』（ジャングルのおうじゃターちゃん）は、徳弘正也による日本の漫画、およびそれを原作としたアニメ。途中、『新ジャングルの王者ターちゃん♡』（しんジャングルのおうじゃターちゃん）に改題した。

## 概要
『週刊少年ジャンプ』（集英社）（以下ジャンプ）にて、1988年15号から1990年26号まで『ジャングルの王者ターちゃん♡』（以下『旧』）として連載され、その後1990年27号から1995年18号まで『新ジャングルの王者ターちゃん♡』（以下『新』）とタイトルを変更して連載された。連載開始以前にプロトタイプ的なショート読切『ターサン』が『週刊少年ジャンプ』増刊 1986 Autumn Special に掲載されている。
当初は、アフリカのジャングルを舞台にした（作中では、中央アフリカ連邦が舞台）「ターザン」のパロディとして一話完結形式を基本としたギャグ漫画だった。ジャングルの平和を守るターちゃん、ヂェーンとそのジャングルの動物たちが繰り広げるドタバタ劇であり、1話のページ数が7ページと当時『ジャンプ』に連載されていた他の作品と比べると短かった。
その要因のひとつに、『スーパージャンプ』に『ふんどし刑事ケンちゃんとチャコちゃん』を同時連載していたことがある。なお、『ターちゃん』開始後、『スーパージャンプ』は月刊化され、『ケンチャコ』は不定期連載となり1990年まで続いた。
連載開始から2年後、ページ数を13 - 15ページに増やし、タイトルを『新』に変更してそれまでの一話完結形式ギャグから長編格闘漫画へと移行する。長期格闘編では、バトルの途中にも要所要所にギャグがちりばめながら、シリアスな展開が繰り広げられた。バトルが一段落するとまたしばらくは一話完結形式のギャグ漫画が続き、一定期間が経つと再び格闘編へ、といった流れを繰り返し、7年に渡る連載となった。
この漫画の特徴はギャグの下ネタが特に多いことで、徳弘正也の作品に共通して見られる。
また、1993年にはテレビ東京系列で『ジャングルの王者ターちゃん♡』のタイトルでテレビアニメ化され、1994年まで放映された。
タイトルは「ジャングルの王者」ながらターちゃんたちが住んでいるのはサバンナであり、作中にジャングルはほとんど出てこない。

## あらすじ

### ジャングルの王者ターちゃん♡
アフリカのあるところにジャングルの平和を守るために日々戦い続ける若者がいた。その男、ターちゃんは生まれて間もなくサバンナに捨てられ、チンパンジーに育てられた過去を持つ野生児であり、鍛え抜かれた肉体と平和を愛する正義の心を持つ「ジャングルの王者」であった。
ターちゃんは密猟者やハンターたちから自然や動物を守ることを自らの使命とする一方で、私生活では恐妻家として妻・ヂェーンの尻に敷かれており、かわいい女の子やエッチなものに目が無いという一面も持っていた。ターちゃんは様々な敵と戦い、個性豊かな人々との交流や時折エッチなことに精を出しながらもジャングルの平和を守っていく。
作品としてはターちゃんの強さに感服して弟子入りしたフランスの格闘家・ペドロがターちゃんファミリーに加わったところで終了し、基本的な設定を受け継ぎながら『新ジャングルの王者ターちゃん♡』へと続く。

### 新ジャングルの王者ターちゃん♡
その昔、アフリカが動物の楽園と呼ばれていた時代に、ジャングルの王者ターちゃんと呼ばれる地上最強の男がいた。ターちゃんは動物たちや妻をはじめとする周囲の人たちに支えられながら日々ハンターや密猟者たちと戦い、ジャングルの平和を守っていた。
ジャングルの王者であると同時に格闘技の達人でもあるターちゃんは、時には悪人たちの邪悪な野望を阻止するため、時には自らの出生の秘密を探るために世界を股にかけた戦いの旅へと出発する。
ユンケル帝国では薬物で肉体を強化したバイオ戦士、中国では気功武術を操る西派拳の拳士たち、アメリカでは異種格闘技オープントーナメントに、ヴァンパイア王国では伝説の生物であるヴァンパイア戦士たちとも激闘を繰り広げる。さらに悪の組織「MAX」「ケルベロス」との死闘や五千年ぶりに現代に蘇ったルシュ王国の古代戦士たちとの戦いを経て、最後は未来からやってきた昆虫戦士たちとの戦いに至る。
様々な人間との出会いの中でターちゃんは人間の持つ醜さや愚かさを知り苦悩するが、そのたびに悪への怒りを力に変えて勝利を掴んでゆく。この物語は、動物と自然を守る男・ターちゃんとその仲間たちが悪と戦い、「地球」を救った過程を描いた物語である。

## 登場人物

### ターちゃん一家（ファミリー）
ターちゃん
声 - 岸谷五朗
本作の主人公。アフリカの大地と共に育った青年で「ジャングルの王者」の異名を持つ。赤子の頃にサバンナに捨てられていたところを偶然通りかかったチンパンジーのエテ吉に保護され育てられた（その時の名は「アブラハム・インスブルック8世」とナレーションで紹介されている）。身長187cm、体重110kg、血液型はB型。作中では歳月が経過するシーンがあるが正確な年齢は不明。20歳までエテ吉に育てられたとされる。住所は「アフリカ サバンナ 三本松7の4の10」で、国としてはアフリカ南部のザゾビア（ザンビアをもじった国名）に位置しているらしい。一人称は基本的に「私」だが、ヂェーンとの会話時には「僕」、激昂したときや独り言を言うときは「俺」になる場合もある。衣装は腰巻のみでノーパンだが、金玉がターちゃんのバランスウェイトの役割を果たしており（アニメ版ではチーターの尻尾に例えていた）、パンツを履いたりすると金玉が固定されるため逆に動きづらくなる。中国西派トーナメントでは前バリを付けられたため（アニメ版では道着を着用）ハンディがある状態で大会に臨んだ。中国滞在時の農作業では現地の服を着るなど、必要な時には着替えることもある。愛する動物たちを守るためにサバンナやジャングルの平和を守る傍ら、妻・ヂェーンの指示で家事・食糧調達・ガイドの仕事を行っている。自他共に認める恐妻家で、妻・ヂェーンには頭が上がらず、尻に敷かれている。
趣味は料理で、得意料理は「茄子のからし味噌漬け」。動物を殺すことが大嫌いで、肉類を一切食べない菜食主義者。ただし、肉食動物が草食動物を食べる行為は自然の摂理として否定はしておらず、また肉食をする人物に対しても特に批判や非難はせず、アナベベのウポポ族など地元の狩猟民が生活のために動物を狩ることも反対しない。それでも動物を殺す行為の手助けは間接的でも嫌な様子で、フィッシングを趣味とする観光客のガイドを断ったことはあった。
生きるため、生活のための狩猟は認める一方で趣味やスポーツ、さらに象牙を取るなどの密猟は絶対に許さない。密猟者に対しては命まで奪うことはしないものの、叩きのめして装備を奪いサバンナから叩き出す。
自分からすすんで飲むことはないものの、酒癖が非常に悪い。生まれてからずっとサバンナやジャングルで動物たちと共に育ってきたため、金銭の価値観が全くない。本人は金銭を持っていても使わないため、ヂェーンに全額管理を任せている。
超人的な反射神経と筋力を持ち、走る速さはチーターを軽く上回る時速175kmに達するほか、泳ぐスピードも普通の人間が走る速度を上回っている。視力は5.0以上、数キロ先の気配を察知、人間の限界聴力である2万ヘルツ以上の音を聞き分けられる、水中でもサメのように匂いをかぎ分けることができるなど、人並み外れた五感を持っている。さまざまな動物の言葉を話すことができ、動物たちの特殊能力を真似る「動物パワー」を持つほか、動物からエネルギーを直接「気」として分けてもらうこともある。動物たちからの信頼は非常に厚く、ターちゃんのためなら、ナマケモノでさえ自らを犠牲にして助けようとするほど。時にはターちゃんに救われ天寿を全うした動物たちの霊たちに、他ならぬターちゃんが救われることもある。故郷のアフリカから離れ、自然のない人間の文明社会の中に入ってしまうと野生のパワーが失われ、本来の力を出せなくなるのが大きな弱点。そのため遠地に赴く時には、アフリカの大地が育んだ木の実を持って行き、食すことで野生のパワーを回復する。
体のいたる部分の関節が異常に柔らかく自分の尻の傷をなめることもできる。この超人的な柔軟性を生かした「フニフニ避け」（ふにふによけ）という、ほとんど立ち位置から動くことなく体をくねらせるだけで相手の攻撃を1・2mmの間隔でかわす技がある。また、陰嚢の皮を翼のように伸ばしてムササビのように滑空することもできる。体調のいい時は自力で1時間ぐらい飛べるらしい。陰茎の中身は周囲の人間が苦しみだすほど臭い。しかし、皮の部分を伸ばしてキリンに水を与えていたことがあるため、動物はさほど気にしていないようである。
基本的には徒手空拳（ターちゃん流格闘術）で戦うが、場合により吹き矢やブーメランなどの武器を使用することもある。本気で殴るとジープや戦車を破壊するほどの威力を発揮するため、ハンターなどの「人間」を殴る時は半分以下の力で手加減して殴る。超回復力の持ち主で常人では数週間かかるような重傷も数時間〜数日で完治してしまう。限界を超えるダメージを受けると一旦昏睡状態に陥るが、排便（アニメでは排尿）することによりそれ以前の数倍の強さになって復活する。これらは「うんこひりパワーアップ」（アニメではおもらしパワーアップ）と呼ばれる。自身の信条・優しさからダウンしている相手を攻撃できないこともある。
ヂェーンと出会った頃は人語は全くしゃべれなかったが、その後、すぐに人語を話せるようになったり、格闘技の本を一晩読んだだけで、サブミッション（関節技）をマスターするなど、本来は天才的な頭脳を持つ。そのため、ヘレンから字の読み書きや算数を習った際は、普通の人間を遥かに上回る速度で覚えていった。動植物に関する知識は豊富だが、やや一般常識に欠ける。
勇敢で困っている人や動物を見過ごせない性格だが、かなりのスケベであり、観光客が捨てたエロ本を拾ってきて宝物にしている。しかし、「かわいい女の子に反応してしまうのは単なる男の本能で、本当に愛しているのはヂェーンだけ」と本人は言っており、ヂェーンが太った後も変わらず彼女を愛し続けている。また、眼前の悪事を決して見逃さず、手加減こそすれど悪人に対する攻撃その物は基本的に躊躇わず、ヂェーンをして「悪に対する怒り」が戦う原動力であると言わしめたほどの強い正義感の持ち主でもある。
最初はターちゃんの名前は一部の格闘家の間でしか知られていなかったが、ユンケル戦（アニメではアメリカ編）での闘いの様子は全世界に放送されていたため世界中の格闘家に知られることとなり、ターちゃんの強さに憧れた格闘家たちが弟子入りに訪れた。しかし、本人は格闘家としての名声や地位には全く興味を示さず、サバンナやジャングルの平和を守ることだけを望んでおり、外部の人間の相手をするために時間を割くわけにもいかないため、あまり弟子を取らないようにしている。また、世界最強であるターちゃんを倒して名を成そうと、世界各地から腕に自信のある格闘家がターちゃんに「一手御指南」と闘いを挑む時があり、ヂェーンの案で月に一度だけターちゃんと組手をする大会が開催されるようになった。試合参加料は100ドルでグッズも販売され、収益はすべてヂェーンのレンジャー機関の維持費に回される。毎回2、300名近い格闘家が参加するが、一人5秒くらいで決着が付くため約半日で終了する。この圧倒的な強さにもかかわらず、挑戦者たちもこの組手を介して勉強になると再度挑戦し、格闘家たちの交流の場にもなっているため毎回盛況である。アペデマス編以降はアフリカの平和を守ることに専念したいということもあり一時期中止している。
平和主義な彼は格闘よりも農業などの「育てる」ことを生業とし、後述のエンリコにも将来立派な農家になってもらおうと農業を教えていたほか、息子たちには格闘技を教えておらず、優れた身体能力やふにふに避けなどを遺伝的に受け継いでいる。
未来の世界ではある事情から動物パワーを使えなくなってもなお、動物たちを守り続けていたが最終的に人間の手で落命している。本人も偶発的にそれを知っており、これが未来の改変に繋がる。最終話で改変された未来の世界では、アフリカの動物を守り、「地球」を救った伝説の人物として、ジャングルには彼の銅像が建てられ、動物たちに守られている。
ヂェーン
声 - ならはしみき
ターちゃんの妻。元アメリカのプレイメイトで、トップモデルとして海外でも活躍していた経歴を持つ。プレイメイト時代、撮影で訪れたアフリカで、撮影中にライオンの群れから守ってくれたターちゃんと恋に堕ち、電撃結婚（当時17歳）。夫であるターちゃんに対して非常に厳しい恐妻で、かなりのかかあ天下であり、ターちゃんを尻に敷いているが、本当は昔も今も世界で一番ターちゃんを愛している。ケンタッキー州生まれで現在の年齢は24歳。一人称は「私」。血液型はAB型。痩せていた頃のスリーサイズは98、60、93、体重48kg。現在の体重は不明。高校では常にトップの成績を収めており、学ぶべきことはなくなったと中退し、自らのプロポーションを生かしてモデルの大会に出場しいきなり優勝、そのままトップモデルになった経緯がある。フランスの一流デザイナーへの登竜門であるレ・フェミナン賞も受賞している。
元々はゴールデンブロンドのスタイル抜群な美女だったがターちゃんと結婚後、野生で自堕落な生活を送るようになり、別人のように肥満体となった。食べることは好きだが料理は苦手で、特別なことがなければ一日のほとんどを読書して過ごしている（ケルベロスの解析によれば、少なくとも一日10時間以上読書していたこともあり、ナマケモノよりも怠け者と評されていた）。美女の時には「ヂェーンのくだものダイエット」という本を出版していた。連載当初は夫とは逆に全く泳げなくカナヅチだったが、こっそり隠れて練習した成果で終盤では人並みには泳げるようになった。ターちゃんたち男性陣以上の力を発揮し、MAXのSPを倒したこともある。ターちゃんにトドメを刺そうとしたマニに対し、拳銃を撃とうとしたこともあった。
人間の世界の常識をまったく知らなかったターちゃんに一般常識を教えたり、戦闘の際には参謀役もこなすなど、ターちゃんファミリーの中ではブレーン的存在である。フランス語、ロシア語、中国語など数カ国語に堪能で、エテ吉と暮らしている間にチンパンジー語をはじめとするサル語を話せるようにもなり、エテ吉にターちゃんを助ける策を授けたこともある。
お金にはうるさく、ターちゃんを牛馬の如くコキ使い、ガイドで稼いだ金をピンハネしたり、各々のトーナメントでターちゃんやペドロに賭けて大穴を当てたりするなどかなりの守銭奴に見えるが、実はその金でターちゃんのフォローと野生動物保護のために私設のレンジャー機関を創設・運営していたりもする（後にターちゃんはレンジャー機関の手渡し支給日を偶然発見し全てを理解し、ボロボロのスーツ姿で隊員たちに現金支給するヂェーンの姿を見て、感謝の気持ちを込めてアナベベの邸宅にあったシルクのカーテンで作ったスーツをこっそりプレゼントした）。常にターちゃんとペドロを家事手伝いや脂肪取りマッサージ10000回などにこき使っているが、結果として人並み外れた筋肉と持続力を養うこととなり、2人を強くする裏役者ともなっている。
無意味な殺生を嫌うターちゃんの影響を受けて菜食主義者になっている（作中では「肉食をしなければ生きていけないことが哀れなことだと気づいた」とヘレンに語っており、ヘレンも「動物愛護の精神」だと賞賛していた）が、野菜だけではカロリーが補えないからと、牛乳だけは飲んでいる。しかし、差し入れられたホットドッグや中国編では肉まんを食べており、アフリカの外に出たときにはお菓子を食べている描写がしばしばあるなど、完全に菜食を遵守しているわけではない様子。
一時期、蓮苞からもらった秘薬によりやせて元の美形になるが、アペデマス編において瀕死の重傷を負い、治療の代償として再度肥満体となる。この秘薬は一度使うと抗体ができるため二度目は使用しても効果がなく、自力で痩せようと試みたこともあったが結局連載最後までそのままだった。
最終話エピローグではターちゃんとの間に6男6女、計12人の子供を儲ける。また、歴史改変後の50年後の世界では、純金製かつ巨大な像がターちゃんの銅像の傍に立てられている。
原作・アニメ共に名前のみだが、ゲームボーイ版では「ヂェーンマイヤーズ」、スーパーファミコン版では「ヂェーンマイアーズ」と説明書に記載されている。
エテ吉（エテきち）
声 - 山口勝平
5歳のときにターちゃんを拾い、親代わり・友達代わりになって育てたチンパンジー。連載初期、ターちゃんからは「父さん」と呼ばれていたが妻のエテ子（同様にターちゃんは「母さん」と呼んでいた）と共に名前が決まったことで以後、ターちゃんに「エテ吉」と呼び捨てにされるようになる。なお、エテ子には逃げられている。
猿でありながら、人間以上に賢く、原作では自慰行為や変態行為を理解し、盛んに行っている。ジャングルでもっとも動物たちのことに詳しいらしい。喧嘩は弱いが、その自慢の頭脳を使って、ターちゃんをサポートすることもある。
アニメ版ではサブタイトルの読み上げを行っている。
ゴリさん
声 - 石井康嗣
ターちゃんに格闘術を伝授したマウンテンゴリラ。温厚かつ思慮深い性格で、エテ吉同様に普通のゴリラ以上の高い知性を持っている。幼少時には親兄弟を皆殺しにされ、アニメ版ではさらに奥さんと子供たちをハンターによって亡くすと、二度もハンターのせいで家族を失っている。しかし親兄弟を殺したハンターたちの組織を見つけてターちゃんと壊滅させるものの、決して命までは奪うことはせず、「森の聖者」たる威厳も見せた。
ターちゃんの格闘の師であるだけにターちゃん流格闘術も元々は「ゴリさん格闘術」を基礎としており、ふにふに避けもゴリさんが伝授したものである。必殺技は「足シッペ」でターちゃんにも伝授しようとしたが、人間では骨格的に無理があり8年間練習してもマスターできなかった（後にエテ吉により器用に足の指を曲げられるようになる）。
アニメ版ではターちゃんに空中戦での不利を教え、飛び掛かってきた彼を指一本で容易くあしらっている。また2話ではノーズに家族を放火で殺されたという設定となっており、激しい怒りを見せてはいたもののノーズとギャラスキーを放り投げるにとどめ命までは奪わなかった。
アナベベ
声 - 石井康嗣
ターちゃんの最古参の戦友。身長197cm、体重130kg。血液型はB型。趣味は貯金。欲しいものは戦って手に入れるという主義の持ち主。一人称は「俺」。あまり触れられないがターちゃんと同等なくらいに目と耳が「超いい」。
アフリカ最強の部族ウポポ族の戦士（アニメ版では流浪の戦士で、アフリカ最強の戦士を自称する）。5年前にヂェーンに一目惚れし、すでに恋人だったターちゃんと争い、半日にも及ぶ殴り合いの末引き分けた。原作では久々にターちゃんと再会して懐かしがり、アニメ版では5年ぶりにターちゃんに勝負を挑み互角の勝負を演じるが、どちらも変わり果てたヂェーンを見てショックを受けた。アニメ版では、以後は男のプライドを賭けてターちゃんを倒すと誓うようになる。後に「強い戦士を絶やさない」という部族の掟により、ズベタというヂェーンに負けない不細工な女性と結婚するはめになる（アニメ版では独身のまま）。マット・コーガンへのリベンジに燃える梁師範の頼みを聞いてアメリカまで送ったり、ガルシアを殺された怒りで百蓮仮面との戦いに燃えるペドロに握り飯を渡すなどターちゃんファミリーとの関係は良好。
登場当初は表情に乏しいストイックな戦士だったが、ユンケル帝国編のトーナメントで優勝した賞金を基に事業を起こし（アニメではダイヤモンドの鉱脈を発見して）、大金持ちになってからは外車を買い、サバンナの草原のど真ん中に豪邸を建てるなど豪遊三昧の生活となる。特にアニメ版では成金で自慢することが多い。
ターちゃんと互角に渡り合う実力者だが、初期は強さが安定して描かれないことが多く、ヂェーンから「（引き分けてから）ターちゃんは前より強くなったが、アナベベは弱くなった」と評されたり、アニメではダイテンドンやバイオレンス・マッスルパワーに敗れるなど失態も多かった。しかし西派の拳士数人を一人で倒す、ヴァンパイアウイルスでパワーアップしていないにもかかわらずクローン編ではMAXの改造人間を立て続けに倒してトーナメントを勝ち進む（途中で反則負けとなる。ただし、これは審判がMAX側を贔屓したことも大きい）など並の格闘家よりは遥かに強い。ユンケル帝国編では決勝戦においてバイオ戦士の筆頭カシオと対決する。カシオが筋肉増強を使わず戦うことを宣言すると、自身もマスクを脱ぎ「素顔で戦って敗北したら掟により自決する」ことを告げ、正々堂々と戦い抜き勝利した。その後、大金持ちになり守りの人生に入ってからは、強い敵を前にすると驚いて逃げようとする軟弱な心の持ち主になってしまうが、いざというときには、友情や良心を見せる。クローン編では、ターちゃんの強さの源が「ターちゃんが守ってきた動物たちとの魂の繋がり」にあることを逸早く気付き、アニメでは梁がターちゃんの治療に専念できるように、ペドロと共にアイアンマスクを足止めした。また、最終話では久々に戦士時代の服装を見せた。
ターちゃん一家が参加する格闘技トーナメントには必ずこっそりと着いていき、「ゼブラちゃんちゃこりんマン」「まっててコイサンマン」「あたりはずれ江戸っ子破魔矢マン」などと名乗り覆面レスラーとして出場する（ウポポ族の掟により、素顔で戦って負けた場合、自決しなければならないため）。全盛期ほどの実力はないものの、それでも並の格闘家では太刀打ちできない強さは維持していた。ターちゃんとは違い凶器攻撃、毒霧など卑怯な手段を使うことにも抵抗がない。
後に、アフリカに戻ってきたヘレンにかまけているうちに事業を疎かにし、株取引の失敗で会社を倒産させてしまい、元の貧しい戦士に戻る。ズベタとは一時離婚を考えていたが、貧しい暮らしに戻ってからは以前よりも深い絆で結ばれたようである。原作最終章における絶望の未来では事業の失敗後、カルトである外魔瑠派教団に入信し、やり方に反発したことでさらに破門されるという末路が紹介された。ただし、未来が変わった世界では再び事業で成功し、本人の言通りの「財界を動かせる大金持ち」になり、財界でターちゃんの未来改変の協力をする。
ペドロ・カズマイヤー
声 - 檜山修之
フランス出身の空手チャンピオンでターちゃんの一番弟子。身長188cm、体重108kg。血液型はA型。趣味は空手修行、得意技は「回転後ろ回し蹴り」。一人称は「僕」、たまに「私」や「オレ」。ターちゃんを心底尊敬し、彼の行動に一々感動する。口癖は「おそれいりました!」。当初はターちゃんを倒して名をあげようと挑戦したが、あまりに人間離れしたターちゃんのパワーに心服し、押しかけ弟子になる。
基本的には真面目で固い性格で、恋愛には奥手。実は悲惨な過去を持ち、幼い頃両親に捨てられ孤児院にいたところを今の母親に引き取られ育てられた（アニメ版では実の親に捨てられたことはカットされ、「身寄りのない自分を引き取ってくれた」と語った）。そのため、ターちゃんと似ている境遇であったと言える。引き取った実家はホテルのオーナーで高級なコニャックを何本も送ってきたことがあり、相当裕福であることがうかがえる。また、フランスの名門大学であるベルサイユ大学の現役学生である。ユンケル帝国編でのカシオとの戦いで顔面を負傷した際、鼻を整形してからは一時期、他の女性キャラクターの美貌に嫉妬したり、化粧コンパクトを持ち歩いているなどオカマキャラクターとなったことがあったが、アメリカ編以降は元の真面目な青年に戻っている（アメリカ編の冒頭で、リサに対し女言葉で喋ったのを最後にオカマっぽい言動は無くなる。アニメでは、もともとユンケル帝国編自体がカットされたこともあり、このような変化は無かった）。
空手のみならず柔道など様々な格闘技を会得している。格闘家としての素質はかなり高く、ターちゃんの教えにより「同じ体重級の相手ならまず負けない」と太鼓判を押され、梁師範も「決して弱くない」「ペドロはもともとすばらしい格闘家」と評している。実際、ターちゃんや梁師範の強さにやや隠れがちではあったが、中国編では対戦相手の青掛拳を4人抜きするなど、要所で高い実力を見せていた。ヴァンパイア編にて梁と共にヴァンパイア化するが、治療により人間に戻ると同時に体内に残されたヴァンパイアウイルスによって大幅なパワーアップを果たす。その後の強さは鬼神の域にまで達し、MAXの改造人間ですら並の選手では全く相手にならない（開始から5秒でケリがつくほど）が、ターちゃん相手だとパンチを一発かすらせるのが関の山である（もっとも、ターちゃん自身も初期とは比較にならないほどパワーアップしている）。中盤では並の相手ならふにふに避けで避けられるほどになり、終盤ではハンターの銃撃を避けられるほどにまで成長したが、銃弾まではっきり見ているターちゃんの域にはまだ達していないと語っている。
アニメ版ではドロシーとの恋愛は描かれず、ヘレンと恋仲になった。
梁師範（りょうしはん）
声 - 梁田清之
西派32門派白華拳（はっかけん）最高師範。ヒゲを生やし、顔には一筋の大きな傷がある26歳。趣味は麻雀。得意技は「積み込み」。弱点はヂェーン同様カナヅチ。一人称は「俺」。初登場時26歳。最終話では30歳。
10年前のトーナメントでは当時すでに最強を謳われていた王翬を僅か16歳にして敗った西派最強の天才拳士（本人も半殺しにされて身体中に傷を負ったが）。頭首・蓮苞と恋仲で、西派の実権が黒龍拳に渡ることを阻止するためにトーナメントを勝ち抜かなければならない使命と、西派32門で白華拳が最強である限り彼女と結婚できぬ西派の掟に板ばさみになっていた（権力の集中を防ぐため、西派最強の門下の頭首は同門下の者との結婚を許されない）。トーナメント終了後、彼女との結婚を認めてもらうため他流派に移籍するという名目でターちゃんファミリーへ入門。しかし長老たちは「弟子が師匠（ターちゃん）について行かないのはおかしい」と言い出したため、不本意ながらもアフリカまで行くことになった。その際は大泣きしたが、ターちゃんから技を学べばそれだけ早く中国に帰れると聞き立ち直った。ターちゃんファミリーの中では少々好戦的で粗野な部分があるが、一旦親交を深めると情に厚く、心優しい性格である。また、時折ターちゃんと同レベルの下ネタもこなしたり、美少女にだらしないなどスケベな面もある。また格闘家としても誇り高く、マット・コーガンへの雪辱を果たすべくアナベベに頼んで共にアメリカへ連れてきてもらった。その際はアナベベのボケにツッコムなど関係も良好。
ヴァンパイア編にて一時ヴァンパイア化するが人間に戻り、ペドロ同様ヴァンパイアウイルスにより超絶的なパワーアップを果たす。この際、ウイルスの効果によって老化したことで「何十年も修行を積んだ達人でなければ体得できない」とされる外気（自然の気を取り込む）の扱いを会得したが、ウイルスが消えたことで使用不可となった。後に蓮苞との結婚が認められ、中国に帰る。息子・空総が生まれると親馬鹿な面も見せていた。
気を使った飛び道具も得意とし、必殺技は気をビームのように放つ西派白華拳のリーサルウェポン「百歩神拳」と気の斬撃「龍炎拳」。ウイルスの効果でパワーアップした後は百歩神拳もレベルアップし、巨体のダン国王を丸コゲにするほどの威力を引き出した。戦いの腕は超人的だが、気のコントロールにやや難があり、つい強めに使いすぎてしまう癖がある。これは先述の王翬にも内心で弱点として指摘されていた。気を用いて治療を行う内養功の術も修行して使えるものの、趙のような専門家には及ばない。格闘家としては世界でもトップクラスの実力で、本気のターちゃんとコンビネーションができる数少ない人物である（ペドロでも、本気モードのターちゃんにはついていけない）。
数々の戦いを経て大幅にパワーアップし、MAX、ケルベロスが壊滅してからはその功績によって中国へ戻り蓮苞と結婚。世話になった置き土産として弟子の智光と痩せ薬「大越冬丸」をターちゃんファミリーに残していった。以降は長らく登場しなかったが、最終章では白華の里が舞台だったため再登場し、ターちゃんたちに加勢する。
ヘレン野口（ヘレンのぐち）
声 - 三石琴乃
ワニに襲われているところをターちゃんに助けられた16歳の女の子。父がアメリカ人、母が日本人のハーフ。
当初は一夏の経験を求め、ターちゃんに処女を奪ってもらおうと計画しているやや危ない少女だったが、連載が進むにつれターちゃん、ヂェーン両方の良き友人に。ターちゃんに文字や算数、稲作を教えたこともある。マッチョと金持ちが大好き。ターちゃんのファンだったがペドロを見た瞬間あっさり乗り換えた。『新』からはアメリカ・マサチューセッツ工科大学の電子工学科に入学し渡米しており、終盤でファーブル博士の助手という形で再登場し、妖艶な色気を持つ大人の女に成長しておりヂェーンと凄まじい女の戦いを繰り広げていた。アニメでの恋人はペドロだったが、原作ではアナベベや李功らにもモーションをかけ、最終話で唐突に智光と結婚し、7人の子供を儲けた（本人も「何で?」とコメントしている。子供は全員智光似の顔）。
アニメ版では何かとヂェーンと張り合うことが多くライバルのような関係。しかし息がぴったりなところもある。ターちゃんを誘惑するのは同じだが原作ほど危険な思考の持ち主ではない。バイオレンス・マッスルパワーに一目惚れされ、二度に渡って拉致されたがターちゃんに救出された。アメリカ編において、アメリカに向かうペドロを見送ってからは登場しなくなるが、最終話で再登場を果たす。
智光（ちこう）
白華拳師範代。梁師範が中国に帰った後に、代わってターちゃんファミリーを護衛するために派遣された。スケベで下品。アブノーマルな性癖なため、潔癖症であるヂェーンからは毛嫌いされている。実は気による結界と治癒術「内養功」の達人（内養功自体、西派拳の拳士ですらたやすく使える術ではない）で、同じ門下の趙に続く実力者である。過剰すぎる性欲から発せられる気はアペデマスをも捕えるほどの封印を作り出すほどで、百歩神拳らしき技を使おうとしたこともある。内養功を用いる時の治癒速度は趙をも凌ぎ、ペドロがハンターとの戦いで負った銃傷ですら2秒で跡も残さずに快癒できるほど。また、中国料理も得意。
梁師範のことはとてつもなく怖いらしく、梁師範から手紙が来た時には「真面目にやっていると返事してください」と懇願し、空総の誕生パーティーをしに中国に行く際もバレたらお仕置きされると留守番を買って出た。
ちびり
『旧』で登場。ヘレンが連れてきた犬。預けられた当時は子犬だったが後にセント・バーナードと判明し、かなり強面の巨体に成長する。ヂェーンのしつけにより家事もこなせるようになった他、探し物を見つける独特の才能を持つ。ヘレンが預けたまま引き取りに来なかったため、最終的に晴れてターちゃん一家の一員になる。名前はあちこちに排泄することから名付けられた（「ちびる」と呼ばれたこともある）が、フランシス牧師は山岳救助犬の「チビリー」に由来すると勘違いしていた。

### ターちゃんの協力者たち
ズベタ
ウポポ族最強の女戦士でアナベベの妻（アナベベには他に結婚したい人がいたのだが、彼は「最強の戦士の血を絶やさない」という部族の掟により無理やりズベタと結婚させられた）。ターちゃん並の嗅覚を持ち、数キロ離れていても足跡から獲物（アナベベ）の臭いを嗅ぎつけることができる。ブ女にしてヂェーン顔負けの恐妻だが、アナベベの経済的な成功（特に株取引に進出してから）は彼女の内助の功あってのことであり、アナベベの無策で破産しても彼を決して見捨てず、また一からやり直そうとアナベベを支えるなど夫を大切に思っている。また、金持ちになってもアナベベのように成金趣味には走らず、「贅沢とは使い捨てではなく一流品を最後まで使い切ること」という信念で物を大事にしている。また、ターちゃんが栽培している野菜と市販の野菜の味の違いを理解して、ターちゃんが栽培した野菜に全幅の信頼を寄せている。爬虫類が大好きでペットとしてたくさん飼っている。初登場時は筋肉質でアナベベより大きく描かれていた。ヂェーンは彼女のことを当初は「はっきり言ってブス」「化物」などと散々に評していたものの、アナベベと結婚した後は互いに良い友人関係を築いている。ヂェーンが秘薬で痩せた際もズベタに飲ませようかという案もあったが、筋肉質のズベタにはあまり効果がなかった模様。アニメではアナベベが独身であるため登場しない。
ヘンリー・クロフォード
『旧』で登場した、アメリカ野生動物保護パトロール。ハンターに苦戦するターちゃんを助け、仲良くなる。アニマルプリントのタンクトップや犬の着ぐるみ型寝袋など、自分の身の回りのものを全てアニマル柄で統一するほどの動物好き。かつてオリンピック体操競技の金メダリストだった過去を持ち、ヂェーンのリクエストで跳馬ならぬ「跳河馬」を披露した。
チュベットじいさん
『旧』で登場。一年に一度、ケニアの町からターちゃんの家にやってくる移動マーケットを営む78歳の老人。ケニアの町ではたたき売りをしているが、山奥暮らしのターちゃん一家には手間賃も含まれているために高値で物を売り付けている。痩せていた頃のヂェーンに夜這いをかけて金玉を蹴られたことがあるらしい。また、太ったヂェーンと痩せていた頃のヂェーンが同一人物であると気づいていなかった。
レオ太（レオた）
ジャングルのチャンピオンを名乗る少年。かつてゴリさんのライバルであった、ライオンの流れ星のライ太（ライた）に拾われて育てられた。ターちゃんのうわさを聞き闘いを挑み、鋭い爪での手刀と猫類さながらの俊敏さで善戦したが、ターちゃんが子供にお灸をすえる形で反撃して敗北。次は絶対勝つと闘志を燃やした。『旧』の序盤のみ登場。
アインシュタイン博士
赤十字からアフリカに派遣されたドクター。ひと目患者を見ただけでその病気がわかるという名医で、ターちゃんの皮かむりを見抜いた。ハンターたちの間ではウポポ族の若妻に夜這をかけて亭主にしばかれたと噂されている。
アルゲリヨ・ダンペー
『旧』で登場。アフリカへ旅行にやって来たボクシングのコーチ。落石からターちゃんに救われ、そのパンチ力に惚れ込んで世界チャンピオンにしようとターちゃんにボクシングを教える。その後この経験を活かしたターちゃんにボクシングを教わったクリンチンコ族のロザリオは、世界ミドル級チャンピオンになっている。
フランシス牧師
アフリカにキリスト教を布教しに来た若い牧師で、眼鏡に河童頭が特徴。サバンナに教会を建てることを使命としており、あの手この手で建設費を集めようとするが、いつもターちゃん一家の行為で台無しにされる（ターちゃん一家には悪気はないのだが）。最初はジープに乗って寄付金を集めていたが、どんどん貧乏になっていき、しまいには折り曲げた10円玉すら再使用しようとする。守銭奴だが敬虔なクリスチャンであるヂェーンからも寄付金を集めることができる。スポーツマンで、野球、アーティスティックスイミング、剣道が得意。また布教だけでなくアフリカの子供たちに勉強を教えていたりもする。『新』では登場しない。
スカチン村長
ウポポ族の村長で御年96歳。かつてはアフリカ中に名を知られた戦士だったというが、現在はおしめを常用し、ちょっとした刺激で失禁する。自分の孫ほどの年齢の娘と浮気をしたり、アダルトグッズを通販したりと、スケベの方面はいまだ衰えず。陶器作りが特技で、海外にも知られているらしい。
カメの郵便屋さん
ターちゃんの家に郵便物を届けに来る小柄な黒人の男性。郵便配達の時にはゾウガメの背中に乗ってのんびりとやって来る（『旧』での初登場時は象に乗って配達していた）。速達を届けに来る時にもその習慣は変わらず、ターちゃんからは「だったらカメなんかで来んな!」と毎回突っ込まれている。
須貝三四郎（すがい さんしろう）
『旧』で登場。ターちゃんをバルセロナオリンピック日本代表選手としてスカウトしにアフリカへやって来た、日本オリンピック組合強化スカウトの男性。モントリオールオリンピックの柔道60キロ級金メダリストでもありターちゃんに柔道を教えたが、スカウト料を払わずにターちゃんを連れて行こうとしたためにヂェーンの巴投げで上空まで投げ飛ばされる。
ジャック・ニッコラー
声 - 水内清光
ヂェーンのアメリカ時代のボーイフレンドでプロゴルファー。ヂェーンが彼に宛てた手紙で見栄を張ったため、アフリカに遊びに来た際にターちゃんのことを動物学者だと思っていた。アニメではトラブルでターちゃんのムササビ飛行術を見てしまい幻滅するかと思いきや、動物を守るために命を懸けるターちゃんの心強さに感銘を受け、満足して帰っていった。
ミス・ヂェニファー
赤十字からアフリカに派遣された美人の女医。アナベベが彼女と仲良くしているのを羨ましがったターちゃんは、仮病を使ってスケベなことをしようとするが失敗に終わった。その後、近代医療を拒む村で苦心しているところをターちゃんに助けられる。
ドロシー
声 - 篠原恵美
ヂェーンの創設した私設レンジャー機関の隊員。身長165cm、スリーサイズは89（Cカップ）、57、88。ショートカットがよく似合う野生的なアメリカ人で、美人。「動物が好きだから」という純粋な理由でレンジャーに入った。とても明るくめげない性格で、動物たちにも慕われている。アニメでは最終話限りのゲストだったが（その際レンジャーになった理由が原作での中村の物になっていた）、原作では準レギュラーキャラクターで、後にペドロと結ばれ一子を儲けた。
アニメ最終話ではシュウクルートの社長たちに捕らえられ、ターちゃんを誘き出すエサにされてしまう。後に趙によって助け出された。
中村政彦（なかむら まさひこ）
ドロシーの後に入隊したレンジャー隊員。日本の総合商社五井商事（ドロシーも驚くほどの一流企業）の元営業マンだが、上司の失敗を押し付けられ会社を解雇された。普段は上品で穏やかな物腰だが、自分を解雇した上司を相当に恨んでいるらしく、そのことに話題が及ぶと別人のような形相になり、絶叫しながら突如アサルトライフルを乱射するなどターちゃんやヂェーンも驚くほどの剣幕で怒り出す。それまで会社が行ってきた自然破壊に加担した自分の罪滅ぼしのため、レンジャーへ入隊した。愛妻家で、とても律儀で几帳面な性格。皆からは中村さんと呼ばれている。入隊した当初は、戦闘に関しては完全な素人であり、普段は厳しいことを言わないターちゃんにすら「あの人は動きがトロくてレンジャーには向いていない」とまで言われたが、元営業マンの腕を活かした備品購入の大幅な経費削減をヂェーンに絶賛されレンジャー隊に残る。ハンター退治の作戦を考案し、成功させたこともある（営業マンの経験を生かした搦め手の接待作戦だった）。原作終盤では戦闘にも慣れて、並のハンター相手ならそこそこ戦えるようになっている。親をハンターに殺されたシロサイの子供を自宅に引き取り、シロと名付けて世話をしている。
中村の妻
中村と一緒にアフリカへやって来ている。中村の仕事に理解のある良妻で、毎朝愛妻弁当を作るのはもちろん、その愛妻弁当の弁当箱が弾除けになる鉄板製だったり、防弾チョッキ代わりになる防弾ネクタイを自作するなど中村をあらゆる面で支えている。
エリザベート
ターちゃんにガイドを依頼した、外見はスーパーモデルとも見紛う美貌の持ち主で長身（ターちゃんよりも背が高い）の女性だが、実は性転換手術で女性になったゲイ。本名は権田原為蔵（ごんだわらためぞう）。ほぼ全身を弄っており「モノ」はすでに取ってしまっているらしいが、未だにヒゲやすね毛は普通に生える。元ロス市警刑事で尋問や射撃の腕は一流。かつて射殺した犯罪者が年端もいかない少年であったというトラウマから実弾銃が撃てなくなっていたが、ヂェーンの一計でターちゃんが改造した異常な威力の水鉄砲をさらに改造して中に実弾銃を仕込んだものを、そうとも知らずに使ったことでトラウマを克服する。無一文でガイド料が払えなかったため、一時期レンジャー隊に入隊し、しばらくドロシーや中村と行動を共にする。
エンリコ
格闘家の父親を探しに病弱の母を置いて世界各地を旅している少年。「第8回ターちゃんと戦いたい祭り」の際に会場を訪れ、ヂェーンの案で八百長まがいな手で新王者になり、世界中のマスコミを通して父親に知らせるようにした。父親が現れるまでの間ターちゃん家に滞在することとなり、生活している内にターちゃんの強さに憧れるようになる。
一か月経っても父親は現れず、母親も死去したことからターちゃんとヂェーンはエンリコを養子に迎えようとし、ターちゃんは将来農家になってもらおうと農業を教えるが、ターちゃんに憧れるエンリコは格闘家を目指すと言い、危険を伴う格闘家になろうとすることにターちゃんは苦悩する。やがて格闘家を辞めドイツでレストランを経営していた父親が訪れ（料理人として旗揚げするまで家族には連絡しないという理由があった）、将来立派な料理人になるとターちゃんに別れを告げた。
ターちゃんの弟子たち
『新』に登場した武術家の男たち。ユンケル帝国のトーナメントでターちゃんの勇姿に憧れ、弟子入りをした。しかし訓練の最中、突如現れた黒龍拳の刺客によって全員が大怪我を負ってしまった。趙が治療によって事なきを得たが、そうしなければ半数が死んでいたという。数人は西派トーナメントに応援に駆け付けたものの、中国編が終わってからは登場しない。
アニメでは登場はせず、刺客に倒される役回りはペドロが演じている。
フォーブル博士
昆虫の研究のためにヘレンを助手にしてアフリカに訪れていた老学者で、原作終盤からの準レギュラー。かなりハイレベルなスケベ親父だが、世界的に権威のある昆虫学者で10年前にノーベル賞を取っている。十二神将編では、空総の誕生パーティーに中国に行く際に自家用飛行機で一緒に行った。世界で最も驚異的な生物は昆虫だと、人間サイズの昆虫がどれほど脅威なのかをターちゃんたちに説明した他、昆虫戦士との闘いではその知識を生かしてアドバイスした。ターちゃんが未来を改変すると発言して自分も改変すると宣言しようとしたが、老齢で無茶はさせられないとターちゃんたちに止められた。
ジュエリー
声 - 佐藤正治
アニメオリジナルキャラクター。ダイヤモンドの鉱脈を探す探検家の老人。ターちゃんたちと会ってそのことを知られ、一緒に探すことになるが、結局はアナベベの手に渡った。原作では彼の元となった「マクドナルド」という名前のダイヤモンド発掘家が登場している。

### アフリカの各部族
ウポポ族
アフリカ最強と言われる部族。部族の掟や風習は、すべて強さを基準としたものである（以下一例）。
- ウポポ族には「敗北は死」という掟があり、同族以外の者と戦って負けた場合には自らの命を絶たなければならない（ただしウポポ族の戦士として名乗り、素顔で戦った場合のみ。しかし、アナベベは素顔でバイオレンス・マッスルパワーと戦って敗れたにもかかわらず自決していない）。
- ウポポ族の男子は、16歳になると、年に一度行われる成人の祭りに参加し、審査員の前で猛獣と格闘したり滝の上から滝つぼにダイビングをするなどの危険な行為を見せて勇敢さを示さなければ、一人前と認められない（ただし不合格になっても翌年以降再挑戦はできる）。
- また、強い戦士の血を絶やさないため、結婚相手も強さが優先される。このため、アナベベを含むウポポ族四天王の妻は、全員屈強かつブ女である。
- 部族最強のアナベベと並ぶ実力のターちゃんはウポポ族からも尊敬されており、成人の祭りの特別審査員を務めたこともある。
- 部族最強の女戦士であるズベタと並ぶ女傑のヂェーンはウポポ族からも恐れられており、22歳になってもまだ成人の祭りで合格できずにいた気弱な青年は、特別審査員を務めていたターちゃんの助言に従って、ヂェーンに向かってひと言「でぶ」と言っただけで、審査員のアナベベと村長から「なんと勇敢なやつ!!」と賞賛され、晴れて一人前の男と認められたばかりか優勝賞品まで与えられた（なお、本人とターちゃんはヂェーンの怒りに触れて殴られた）。
- 部族の言葉（ウポポ語）は、日本語の卑猥な単語や下品な言葉を並べているように聞こえる（コンビニコミックスなどで再録された際は、例として「セオトッモ（訳：もっと押せ）」のように日本語の卑猥な表現を含まない逆さ読みの言葉に修正されている）。

キムラーヤ族
アフリカで一番パン作りが上手いと言われる部族。ターちゃんもパン作りを教わった。
アメゴ族
アフリカの川の民で、湖を愛する部族。魚の被り物のような帽子を被っている。マナーを守らない釣り人に対しては厳しく、半殺しにすることもある。釣り師ミスター・ビッグバスの使うルアーを小魚と勘違いし、「魚の保護のために小魚は放流する」というマナーを破ったとして折檻した。
ヤンマー族
農作に優れている農耕民族。死体を埋葬せず、村の裏山に座らせて村の守り神とする風習がある（成仏しないため、幽霊となって出てくる）。

### ターちゃんと敵対する組織

#### ハンターとその関係者
ギャラスキー
声 - 中嶋聡彦
アフリカ密猟者協会会長。名前はアニメから。実質的なアフリカの密猟者たちのボスで、体中をありとあらゆる動物の皮製品で包んでいる。ハンターの邪魔をし続けるターちゃんを倒すべく殺し屋を送り続けるが毎回敗れ去り、敗北者の顔写真をコレクションしていた。一見偉そうだがスポンサーには頭が上がらない。悪事に手を染めているにもかかわらず敬虔なクリスチャンで、フランシス牧師が宝くじを売っていた時も寄付金として1万ドルで宝くじを購入し、当選発表の際も協力していた。シュウクルートには頭が上がらない。
原作では自ら出張ってターちゃん討伐に出ることはなく（一度だけ飛行機に乗ってターちゃんを襲撃しに来たことはある）、『新』の序盤で出番を終える（去就は不明）が、アニメでは殺し屋やハンターを率いて戦いに出ることが多く出番が大幅に増えている。
アニメ版最終話では追い詰めたターちゃんを銃撃し重傷を与えた。その後、ドロシーを人質に取ってターちゃんを罠にかけるが世界中から集まったターちゃんの仲間たちが現れたことによって逆転され、最終的に逃げようとしたところをアリサに逮捕された。
ミス・シュウクルート
声 - 水原リン
『新』の序盤とアニメ版最終話に登場。フランス1の毛皮メーカー・シュウクルートの社長である中年の女性で、ハンター組合のスポンサーでもある。名前はアニメ版から。
ギャラスキーと組んで、ターちゃん暗殺を計り、ボケのギャラスキーへのツッコミ役も担当。原作ではその後の去就は描かれていない。
アニメ版では最終話に登場。我が強くヒステリックでいささか冷静さに欠ける性格。ターちゃんを倒し、世界中の毛皮を独占し大儲けを企む。バイオレンス・マッスルパワー、ユー・淋、ワイアット・アッパパを率い、卑劣な罠を仕掛けてターちゃんに挑むが、ターちゃんの仲間たち（西派の拳士、コーガンファミリー、アリサたち）が集まったことで逆転され、最後はアリサに逮捕された。
2人組のハンター
声 - 伊藤栄次、宮田浩徳
顔に一本の傷がある男と関西弁を話す男のコンビ。動物たちを捕まえては私腹を肥やそうとしているが毎回ターちゃんに邪魔されている。
アニメでは初期によく登場しており、ギャラスキーの配下として出てくることもあった。ただし専ら二人組で行動していることが多い。また、ターちゃんの幼少期の回想にも登場し、悪事を働いている。後述のワイアット・アッパパに頭を下げてターちゃん（100万ドルの賞金）打倒に一枚噛ませてほしいと嘆願するなど、金のためにはプライドも捨てる。またターちゃんたちがダイヤモンドを掘り当てているのを知るとヘレンを人質に取り、ダイヤモンドを渡すように迫るなど手段を選ばない。アニメ版最終話でも登場し、密猟を行おうとするがケルベロスの島から帰ってきたターちゃんに一蹴されたほか、再度現れた際にドロシーにも追い詰められ撤退した。
バイオレンス・マッスルパワー
声 - 辻親八
ターちゃんを狙ってアフリカにやってきた賞金稼ぎ。凄まじい怪力の持ち主で、格闘能力はアナベベを倒すほどの腕前だが、ちんこケースを角のコップと間違えるなど頭は相当悪く、さらにターちゃんに勝るとも劣らないスケベ。必殺技は勃起した男根（アニメでは股に挟んだ丸太）を軸に高速回転しながら攻撃を繰り出す「ローリングダイナマイトパンチキックスペシャル」（この技の欠点は、勃起した男根の先端が地面に高速で擦れることからオナニーのように気持ちよくなり、やり過ぎると記憶が一部失われることである。アニメ版では股の間に小さな丸太を挟むことで回転しており、長い間回転し続けると目を回し行動不能になる程度に留まっている）。ハンターのボスに協力した際には超硬質鉄鋼製で総重量500kgのバトルスーツを与えられたが、ヘルメットの設計上の欠陥により窒息しかけ、スーツの重さが仇となりターちゃんと戦う前に肥溜めに落ち、沈みかけた。最後の登場はマハラーポポの「こっそり持ってきたエロ本」に恥ずかしいシミを残す姿で終わった。
アニメではハンターに雇われた格闘家として登場。ヘレンに一目惚れし、ナンパに失敗した末に二度に渡って拉致した。ターちゃんに一度敗れた後、ギャラスキーが大金をかけて開発した右腕に動くものを自動照準するフルオートマシンガンを備えた超硬質鉄鋼製バトルスーツを身に着けて再戦に挑む。圧倒的な強さでターちゃんを追い詰めるが、自動照準を逆手に取ったヂェーンの作戦（竹とんぼを飛ばしまくって狙いを外させる）とターちゃんのムササビ飛行術によって空中から接近され、唯一の弱点である顔を殴り飛ばされ、ヘリコプターに突っ込みギャラスキーと共に爆発に巻き込まれ敗北した。アッパパ同様最終話で再登場し、ターちゃんを追い詰めたが駆けつけた梁師範の百歩神拳でアッパパ共々丸焼きにされる。
やぎ男
『旧』に登場。北アメリカの山中でシロイワヤギに育てられた男。山羊のような白ひげを蓄え、糞便が山羊のように丸っこい体質を持つ。卑怯な手段を好まないなど本来は善人だが、ハンターのボスに捕まり「北アメリカのシロイワヤギの棲息地の地図をハンターに渡す」と脅されターちゃんと闘わされる。食あたりを起こして体調不良のターちゃんと戦うが、それでもターちゃんの方が強く全く勝負にならなかった。ハンターが倒され、地図も処分された後は故郷の北アメリカでなくアフリカで暮らすようになった。
ユー・淋（ユー・リーン）
声 - 三石琴乃
中国の科学アカデミーが育てあげた超能力少女。読心能力を持ち、ターちゃんの考えることから次の動きを読んでハンターに撃たせる戦法でターちゃんを苦戦させるが、H本を読んでスケベになったターちゃんの心を読んでしまったために失神してしまう。
アニメでは最終話に登場し、アッパパとマッスルパワーの2人と組んでの連携でターちゃんを狙うが、梁が投げ渡したエロ本を読んだターちゃんの頭の中を見てしまい、原作同様に敗北した。
赤さそりのパメラ
声 - 江森浩子
砂漠の国から来たプロの女殺し屋。殺し屋ではあるが、「法の裁きを免れて悪事を繰り返す悪人だけを始末する」ことを信念としている。最初はハンター組合に騙されてターちゃんを極悪人だと思い、ターちゃんファミリーを狙う。一度は敗北するも、その後ホットパンツに仕掛けた超小型爆弾でターちゃんを抹殺しようとするが、ハンターが狩っている動物が数が減り続けているチーターであったこと、そのハンターと闘うターちゃんの様を見て、騙されていたことを知り改心。自らホットパンツを脱ぎ捨ててターちゃんの危機を救うことになる（しかしその結果、パメラは下着姿の状態で、罪の意識から泣き出したので誤解を受けたターちゃんはヂェーンの怒りを買う羽目になった）。何事に関しても用心深く、暗殺者としては一流。左の乳房に蠍の入れ墨があり、殺す対象にそれを見せるという行動を取る。
原作ではターちゃんに胸を見せる、乳首を弄られて勃起させる、ズボンを脱いで水玉パンツ（アニメではピンクの水着）を露出するなどの描写が多く描かれた。
アニメ版では16話に登場。髪の色は赤として描写されている。
ランド
クローン編後に登場したハンターたちのボス。「ワシントン条約で守られている動物をあえて密猟して金儲けをしている貿易商」という肩書で、登場するたびにさりげなく説明し、名刺にも隠さず堂々とこの肩書を載せている。見た目は上品な紳士の風貌だが、自ら下ネタもこなす。ギャラスキーと違ってターちゃんと直接対面したことは無く、中盤以降の去就は不明。
ローズ
ターちゃんを殺すために雇われた殺し屋。セクシーな美女で腕も確かだが、ターちゃんに関わってからはいつも間抜けな理由で失敗してしまう。後に雇い主に見限られ、アルバイトをしながらアフリカで生活することになったが、元々殺し屋家業に嫌気がさしており、最後の暗殺が失敗してからはそのまま住み着くことになる。殺し屋時代は高級品に囲まれたリッチな生活だったが、アフリカに来てからはテント暮らしだったり、砂金採りで再びリッチになったり、さらに屋敷が火事になってまたドン底に舞い戻ったりと浮き沈みの激しい生活を送る。最後はかつて習得したナイフ投げの技術を活かして新聞配達に精を出すことになるが、本人はまんざらでもない様子だった。
マッスルハンド・ジョー
ランドに雇われた殺し屋。チタン合金の薄板で折り紙（主にツル）を作り、殺しの武器とする。鍛え上げた自分の肉体に絶大な自信を持っていたが、弾丸をよけ、素手で戦車を破壊するターちゃんを見て驚いてしまい、戦闘することなく快癒祈願の千羽ヅルを作ってターちゃんに送った。
クックロビン
ランドに雇われた年配の殺し屋。銃や火薬の臭いに敏感なターちゃんへの対抗策として雇われ、古風なクロスボウを使う。確かに気づかれなかったが、動くターちゃんになかなか命中せず、何度もクロスボウをセットしているうちに腰を壊して自滅。その後、ランドの部屋で腰痛対策にストレッチをしていたため叩き出された模様。
クグツ・ロエベ
ランドに自分から売り込みに来た、表向きは人形師の殺し屋。ダイナマイトを埋め込んだ、ヂェーンそっくりのロウ人形でターちゃんをおびき寄せて爆殺しようとしたが、火薬が少なかったためにターちゃんは軽傷を負っただけで失敗。なお、バラバラになったロウ人形はズベタのバースデーケーキに（アナベベの嫌がらせで）使われた。その後、殺しの依頼とは別にランドから、個人的な趣味の蝋人形の製作を依頼される。
シブチ大臣
ターちゃんファミリーが住んでいるアフリカの一国・ザゾビアの環境大臣。ターちゃんとヂェーンが今までやってきた動物保護活動を讃えて勲章を贈り、動物学者のローラと共にアフリカの平和を守るようにと頼んだ。
しかし、裏でアフリカ乾期による植物減退を利用して「生態系の調整のためにアフリカゾウを300頭間引きする」という名目でハンターたちを裏取引で手引きし、アフリカゾウを虐殺して象牙を収集して裏ルートで売買しようと目論んでおり、そのため邪魔者であるターちゃんを押さえつけるために理論派であるローラと対峙させるように仕向けた（ローラはこの事実を知らない）。
間引きに猛反対しローラと対峙したターちゃんは後にシブチの悪事を悟り、激怒しシブチを殴ったため、シブチは国家反逆罪としてハンター数十人にターちゃんの射殺を命令したが逆に全滅し、錯乱したローラが無線で軍隊を呼んでしまったため、ターちゃんファミリーは軍隊と戦う覚悟をした。しかし偶然一部始終を目撃したアナベベが象牙の運搬を阻止し、そこへ通りかかった軍隊に経緯を説明したため、シブチは象牙密売の容疑でその場で逮捕された。
ダイテンドン
声 - 飯塚昭三
ノーズに雇われた殺し屋でアニメオリジナルキャラクター。第2話に登場。元は横綱だったが関取38人を投げ殺したために相撲界から破門された。得意の相撲技でアナベベを倒し、続けて自分たちをスパイしていたエテ吉をちゃんこ鍋にしようとする。救出にやってきたゴリさんをも倒すが、アナコンダをまわし代わりにして腰を安定させたターちゃんに投げ飛ばされて敗北。川の中に投げ込まれてしまい、その後、ゴリさんに投げ飛ばされたギャラスキーとノーズの二人と激突し仲良く気絶した。
名前を「ダイチンドンヤ」や「ダイテンプラ」などと間違えられる度に怒り、雇い主のノーズに対しても怒鳴ったり睨んだりする。
ノーズ
声 - 星野充昭
ダイテンドンの雇い主でもあるハンターでアニメオリジナルキャラクター。第2話に登場。赤い団子鼻が特徴で過去にゴリさんの奥さんと子供たちを放火で殺した張本人（原作でもゴリさんの父親を殺したハンターが登場するが、彼とは別人）でもある。
ターちゃん抹殺を画策するギャラスキーと結託し、ダイテンドンをターちゃんにけしかけるも失敗。自身もギャラスキーもろともゴリさんに遥か彼方まで投げ飛ばされ、ダイテンドンの上に落下して仲良く気絶した。ダイテンドンより立場は上のはずだが、彼を罵倒した直後に睨まれて怯えるなど力関係は微妙。
ワイアット・アッパパ
声 - 梅津秀行
世界を股にかける賞金稼ぎでアニメオリジナルキャラクター。第3話・最終話に登場。
機関銃の使い手であり、回転しながら銃を撃ちまくる「乱れ撃ち」を得意技とする。
100万ドルの賞金目当てにターちゃんを狙うも敗北。再登場時はバイオレンス・マッスルパワーとユー・淋の3人で組むが、マッスルパワーと共に梁の百歩神拳で丸焼きにされた。

#### MAX（マックス）
健全な表の異種格闘技団体とは全く異なる裏の異種格闘技団体。世界規模の巨大組織であり、専属のスポーツドクターや格闘訓練学校も存在し、試合では対戦相手を再起不能にするまで戦闘を行うなど非常に過激な集団。作中では表の格闘界の支配を目論みパンピング・アイアン・ホテルの異種格闘技オープントーナメントに刺客を送り込んでいた。
より強力な力を持ったレスラーたちを生み出すために闇の医学組織・ケルベロスと手を組み、専属のレスラーを改造人間にする手術を施す。改造人間となった者は顔に縫い目があるフランケンシュタインを彷彿とさせる容姿をしており、額（ダン国王のみ首筋）には洗脳効果のあるコントロールチップを埋め込んでいる（外れると自我を取り戻す）。痛覚がなく、並みの格闘家を遥かに上回る強さを誇るが、その代償は非常に大きく、寿命が約半年となってしまう他、1時間おきに細胞固定剤を注射しなければ僅か30分で死亡してしまう。薬が切れると理性を失って暴走、手遅れになると細胞が凝結して身体が石膏人形のように凝固、バラバラとなってしまう。改造人間に薬を投与する描写があるのはアメリカ編のみ。
クローン編の終盤でオーナーのダグラスと側近のミスター・ロビンソンが逮捕され、壊滅に追い込まれた。名前が判明したのはアメリカ編であるが、中国編で黒竜拳と手を組んでいた白人のスポンサーが所持していた暗殺リストにもMAXのマークが描かれていたことから、黒竜拳と手を組み西派32門派を暗殺集団にするビジネスを行っていた模様。
ロド・ソドム
声 - 中村大樹
ソドム兄弟長男（アレクサンドの次男）。身長192cm、体重120kg。趣味は復しゅう（「しゅう」の字が平仮名表記なのがミソ）、得意技は「スープレックス」。
アレクサンドがMAXを脱退する交換条件として売り渡した子供である。母親はMAXの組織員で、ニドとは双子の兄弟。MAXの戦士として、いつか父親が迎えに来てくれると信じながら育つ。5歳の頃からMAXの格闘訓練学校で格闘技を叩き込まれ、恵まれた素質と厳しい訓練のお陰でめきめき強くなり、MAXの地下リングでデビュー。やがて、ニドと離れ離れにされ、ヨーロッパ方面のリングで戦歴を重ねる。当時MAXの中でも最強の選手と言われるほどに成長していくが、決勝戦でニドと戦うことになり、望まずして彼を殺してしまった。その後、同じ息子のはずなのに自分たちとは違い大切に育てられたマイケルとマットを父親の目の前で叩きのめすことで復讐しようと企み、MAXを逃亡する。
格闘トーナメントにおいて、試合中、腹違いの妹リサ・コーガンが乱入・対決となる。彼女をまったく寄せ付けない強さを持ちながらほとんど攻撃することなく、自分と弟ニドの境遇を語り戦意喪失させた。その後、改造人間として蘇ったニドと再会。殺人兵器と化したニドを人間として死なせてやるために戦うが、力及ばず返り討ちにされてしまい、ビルの屋上から投げ捨てられるが間一髪のところでマイケルに助けられる。その後、ニドはターちゃんに敗北。報復のためターちゃんを暗殺しようとしたミスターQたちの前に現れ、自爆特攻を仕掛けることで道連れにして阻止しようとした。しかし、ニドはすでにターちゃんとの戦いで人間の心を取り戻しており、「もう兄弟で殺し合いはごめんだよ」とニドが敵と戦い犠牲になってしまう。直後、薬を投与できなくなったことで命を落とし、ロドは弟の最期を看取った。大会の最中にコーガン兄弟と和解し、パンピング・アイアン・ホテルの副社長として迎えられ、正式にコーガンファミリーの一員となった。
アニメ版では待っててコイサンマン（アナベベ）と戦うことが決まっていたが、ニドとの戦いで重症を負って棄権して不戦敗となった（そのことを知らないアナベベが呪いの藁人形に五寸釘を打った直後に病室で胸を抑えて苦しみ出した）。
非道な試合を行うMAXに嫌悪感を抱いたり、トーナメント初日でターちゃん、ヂェーンの両名と友人になる、野生のチンパンジーであるエテ吉が初対面で懐くなど、本来は温和な性格。控え室通路でマイケルに対して一方的に勝利した後も、自ら望んで遂行したはずの復讐に対して空しさを感じていた。ターちゃんがマイケルと戦うこととなり、「キミがやりたかったことの半分を引き受ける」と言われ試合を観戦。言葉の通りマイケルはターちゃんに敗れたが、その強さと度量に感服し改心したマイケルの姿を見てからは復讐心も薄れ、実父にMAXと戦うのを避けた方が良いとアドバイスを送っている。
ターちゃんがコーガンファミリーが自分に対して仕向けた刺客と知りながらも自分と同じく生まれて間もなく親に捨てられたという境遇を持っていたことから、ターちゃんに対して敵意を向けることは終始無かった。
アポロニア仮面 / ニド・ソドム
声 - 中村大樹
ソドム兄弟次男（アレクサンドの三男）でロドとは双子の兄弟。兄同様に子供の頃からMAXの格闘訓練学校で強くなり、MAXの地下リングでデビューした。ロドの回想によると、タッグマッチでターゲットにされるなど実力的にはロドより劣るとみなされていた。やがて、ロドと離れ離れにされ、マスクマン「ザ・デビルスパイダー」としてアジア方面のリングで戦っていくことになる。決勝戦でロドと再会、ラリアット勝負に負けて死亡したが、MAXの手術によって改造人間として蘇った。
改造時にコントロールチップを埋め込まれたため、過去の記憶を全て失い、組織の命令で戦うだけの覆面レスラー「アポロニア仮面」の一体（アポロニア仮面は量産されている）となった。ただし、命令がない場合には自分の意思で行動し、ギャグシーンを演じたり、ロドと戦ったり、テレビのニュースに興味を示したりした。リック、アレン、グレッグと同じ改造人間手術を施されており、痛覚はなく、左目は義眼になっている。嗅覚も常人離れし、マイケルが「待っててコイサンマン」に扮したことも見破った。
常に潜在能力を引き出して戦うことができるよう脳改造されたことによって得た圧倒的な力で、ペドロを圧倒し、マットを一度は殺害。ロドとの私闘も征し、待っててコイサンマンに扮したマイケルにも瀕死の重傷を負わせる。ターちゃんとは二度に渡って対決。一度目はロド戦直後に戦い、都会に馴染めずパワーダウンしていたターちゃんを圧倒。二度目は決勝戦で対決。ターちゃんがマイケルの死で生じた怒りでパワーアップしたために圧倒されるが、ミスターQの入れ知恵（記憶が戻ったフリをしての不意打ち）でターちゃんに重傷を負わせる。ターちゃんが体毛で傷を塞いだことで再び不利になり、麻酔を使ってターちゃんの動きを封じるが、動物たちの意思を宿し怒った（実際は寝ぼけていただけ）ターちゃんに倒された。
その際、コントロールチップが外れたことにより記憶が戻り、ターちゃん抹殺を目論むミスターQたちを退治していき、ナイフで首を刺されながらも勝利したが、致命傷を負ったことは変わらず、ロドに抱きしめられながら、最期を迎える。アニメ版では、首を刺されることはなく、死因は改造人間の寿命とされ、死後、ロドも加えた新生コーガンファミリーの手で墓が建てられ、アフリカに帰国直前のターちゃんファミリーも加えての墓参りが描かれた。
彼の名前とネッスル日本（現・ネスレ日本）が当時販売していたクリーミングパウダー「ネスカフェ・ニド」を掛けたギャグを掲載した所、ネッスルから作者のもとにネスカフェ・ニドが大量に送られてきたことが後に明かされている。これは作者にとって相当なインパクトだったようで、その後も実在の商品を使ったギャグを描くたび、「○○が大量に送られて来たらどうしよう」と嘯いている。
ミスターQ
声 - 中嶋聡彦
MAXのプロモーター。変装のプロでロドの部屋に侵入する際、ミネソタのお掃除おばちゃん（ロドによると「ラブホテルのおばちゃん」）に化けたらしい。ギャグシーンも多く、実際にラブホテルのおばちゃんとして通用するほどの技能も発揮してみせた。
ソドム兄弟に指令を与える役目であり、ロドの裏切りを見逃す代わりに2回戦以降指示通りに戦えと命令したり、決勝戦でアポロニア仮面のセコンドに付くなどした。
トーナメントでのニドの敗北によって、立場が危うくなり、ミスターRと改造人間たちを率いて優勝者のターちゃんを暗殺しようとしたところをロドに阻止され、記憶が戻ったニドに首を刎ねられて死亡。
アニメ版では首を刎ねられる代わりに壁に叩きつけられ、生死不明となる。また、マーシュの付き添いとしても登場し、マーシュを倒したアレクサンドをMAXにスカウトした（原作では別人が付き添い）。
ミスターR
声 - 秋元羊介
MAXの構成員。名前はアニメより。裏切り者のロドの抹殺と改造人間として蘇生させるべく、リックたちを率いて、ラスベガスに赴くが、ターちゃんたちに阻まれる。記憶を取り戻したニドに他の改造人間たちを全て倒され、「貴様は薬なしでは生きていけない」と捨て台詞を残して逃げようとしたところをロドに石をぶつけられて倒れた。
J・A・マーシュ
20年以上前にMAXに所属していた格闘家。その年の全米プロ空手トーナメントヘビー級チャンピオンだったが、当時酒場で働いていたアレクサンドのゲームに参加した際、彼に蹴り一発で倒されたことでMAXでの地位を失う。
ダグラス
声 - 梅津秀行
MAXのオーナー。クローン編に登場し、名前はアニメより。原作ではロビンソンと入れ替わる形で本戦決勝戦にのみ登場するため出番が少ないが、アニメではクローン編の当初からロビンソンと共に登場。
全世界格闘王決定トーナメントにおいては、主催者を務め、ターちゃんに対しての確実な勝利を望んでいることから、本戦でのアイアンマスクの身体能力のみに依存した闘いの脆さをベイツに指摘し、トーナメントの中止を要求する姿も見せた。アイアンマスク敗北後、立ち去ろうとするが国連軍に逮捕される。
ミスター・ロビンソン
声 - 今西正男
クローン編に登場したMAXの幹部。ダグラスの側近でケルベロスとのパイプ役担当。関西弁で喋る背の低い中年男性。
アニメではトーナメント後、ダグラスと共に逃亡しようとするが国連軍に逮捕された。
リック
声 - 荒川太郎
MAXの改造人間。スキンヘッド。ロド抹殺に赴いた際、5秒で終わると豪語するも梁に阻まれる。それでも梁を押していくが、長期戦が災いして、薬が切れて暴走し、石膏人形のようにバラバラになり死亡。1時間以上は戦うことができないという改造人間の弱点を露呈させた。
アレン
声 - 坂東尚樹
MAXの改造人間。ロドを始末するためにミスターR、リック、グレッグと共に病院を訪れ、駆け付けたターちゃんを襲うが、マイケルを殺されたと思い込んだターちゃんの怒りのパワーの前に返り討ちにされ叩きのめされる。記憶の戻ったニドとの戦いでは、銃を用いるものの右腕を切断されて死亡。アニメでは切断シーンはカットされたため、パンチで頭部メカが破損して絶命している。
グレッグ
声 - 相沢正輝
MAXの改造人間。ミスターRたちと共にロドを始末するために病院を訪れるが、マイケルを殺されたと思い込んだターちゃんの怒りのパワーの前にアレンと共に叩きのめされる。記憶の戻ったニドとの戦いでは、ナイフを首に突き刺すものの「男の戦いに武器を使うのは最低だぜ」と言われながら、裏拳で頭部を砕かれて死亡。アニメでは、ナイフは使用せず、死因もパンチによる頭部メカ破損とされた。
エドガー隊の改造人間
エドガーの部隊で活動した改造人間たち。薔薇の塔を守る格闘家たちを拷問。原作において、その内の1人は故意にセルジオを殺害したことを告白し、エドガーに呆れられていた。最終的には、パワーアップしたターちゃんに一蹴される。
WBQに出場した改造人間
ケルベロスが作り出した改造人間の中でもトップクラスの改造人間と言われていたが、ロサンゼルスで行われたWBQプロ格闘トーナメントの決勝戦でペドロにわずか2秒で倒される。
ロザリン
声 - 田野恵
MAXの女性改造人間。機械的な改造ではなく、メスライオンの小脳と筋肉の30%を移植されており、メスライオンの記憶が人間の記憶を侵食したらしく、そのメスライオンの父であるライ蔵を実父だと思っている。ライオンを模した動きをし、一瞬で相手の首を掻き切るなど、躊躇いのない危険なスタイルで戦う。
全世界格闘王決定トーナメントに出場。「女性に手は上げない」というヂェーンとの約束を律儀に守っていたターちゃんと戦い苦戦させるもライ蔵の説得で意を決したターちゃんに反撃に転じられると、あっという間に敗北。その後、ベイツの命令でアイアンマスクに痛めつけられ、半死半生となる。
アイアンマスク自身は好意を寄せており、命令とはいえ暴力を振るったことを謝罪したり、彼女の傷の手当を行ったりしていた。しかし、優しさや恋愛といった感情を不要と判断したベイツにより殺され、脳に機械を移植されて「愛してるわ」としか言わない、出来の悪い人形のような姿に変えられてしまった。これを見たアイアンマスクは「いらないよ、こんなオモチャ」と悲しみに暮れ、その後はその他のオモチャと一緒に部屋の隅に置かれていた。これにより芽生えかけた「善の心」をアイアンマスクは潰されてしまうことになる。
アニメでは殺害されず、改造も脳改造のみに変更。それにより、移植されたライオンの脳が眠りに入ったことで人間の心を取り戻し、ベイツを殺そうとしたアイアンマスクを説得。エピローグではアイアンマスクと共にターちゃんを見送り、彼と共に人生を再スタートする。なお、原作では終始アイアンマスクに心を開くことはなかったが、アニメではアイアンマスクから素顔を見せられた際に少なからず心を開いたシーンが追加されている。
百蓮仮面（びゃくれんかめん）
声 - 伊藤栄次
MAXの改造人間。落ちこぼれとされているが、一般的な水準では中の上レベルの腕を持つと梁に評価されており、決して弱かった訳ではない。しかし、能力に頼る戦い方はペドロから「少しは自分の実力で渡りあってみろよ」と睨まれた。
登場当初は百歩神拳を操る中国拳法使いと思われていたが、その実態はケルベロスの改造手術により、人工カミナリ様と化し、電流を操っていた。呪文で時間を稼いでいる間に、床の仕掛けで対戦相手の体を負（マイナス）に電荷させて雷を放っていた。充電は背中にせり出した端子を用い、体ごと巨大コンセントにくっついて行う。
全世界格闘王決定トーナメントにおいて、ガルシアを倒すが、ペドロとの対戦前にアリサによって、人工カミナリ様のメカニズムを解析されていた上に、ガルシアを殺されて怒りに燃えるペドロが放り投げた金属スプーンを避雷針とされて雷を無力化され、背後に回られ頭突きで頭部を破壊されあっさりと倒される。敗北後は、ベイツによってギャグ描写としてスーパーファミコンのアダプターに転用された。
ゴールデンイーグルマスク
声 - 千葉一伸
MAXのレスラー。素顔は超二枚目という噂だったが、実際は頭髪の薄い中年男性だった。
全世界格闘王決定トーナメントにおいて、ガルシアの死からMAXへの怒りを爆発させたペドロに痛めつけられて敗北した。アニメでは殺されかねないほどの勢いでペドロに殴られ続けたが、それでもダウンはせずカミソリを取り出し反撃しようとするが失敗し、場外の壁まで蹴り飛ばされて気絶・敗北した。
エル・マグマーヨ

MAXのレスラー。「MAXのブラックプリンス」の肩書きを持つマーシャルアーツの天才児。
全世界格闘王決定トーナメントにおいて、ターちゃんにデコぴん一発で倒される。アニメでは「稲妻ファンキー野郎」の異名を持ち、試合中でも盛んにファンキーステップを踏んでおり、MAXの上層部に気に入られるためにターちゃんを倒そうとしていた。
メタルキッド
声 - 小形満
MAXのレスラー。全世界格闘王決定トーナメント2回戦でハリケーン・ジョーと対戦・勝利するも右腕切断の重傷を負ったことから（原作のみ）右腕をロケットパンチに改造された。準決勝でターちゃんと対戦・敗北。
原作においては、攻撃方法のメタルビームとメタルパンチが『マジンガーZ』の光子力ビームとロケットパンチに似ていたため、ヂェーンに「こいつ、マジンガーZか」とツッコミを入れられた。
タイガーマン
MAXのレスラー。全世界格闘王決定トーナメント準決勝でアイアンマスクと対戦し、殺されることを恐れて震えていたが、「殺さない」と宣言したアイアンマスクの関節技で締め落とされただけで命は助かる。アイアンマスクとは頭二つ分ほども身長差がある。
レッド・スコルピオン
MAXのレスラー。全世界格闘王決定トーナメントベスト8において、アイアンマスクとの戦いで左腕を肩から切断されて（アニメでは殴られ続け）重傷を負う。
ハリケーン・ジョー
MAXのレスラー。全世界格闘王決定トーナメントにおいて、メタルキッドと対戦。右腕切断の重傷を負わせるが（原作のみ）敗れる。

#### ケルベロス
非合法な闇の医学組織。エドガーいわく「世界中の天才医学者が、その才能を何の束縛もなく、自由に開花させることができる組織」とのこと。人間を改造人間やサイボーグ化する手術やクローン技術など非常に高度な医療技術を持ち、MAXがスポンサーとして資金を提供している。ヴァンパイア編において、オリジナルのヴァンパイアウイルスを持つダン国王を洗脳した上、彼の血を使い、強力な格闘家たちを作り出そうとしたが、ターちゃんファミリーの活躍で失敗。これにより、MAXに契約を打ち切られそうになる。名誉挽回のため、MAXと共に全世界格闘王決定トーナメントを開催し、公の場でターちゃんを倒そうとするが、切り札であるアイアンマスクがターちゃんに敗北した上、CIAの特務隊（アニメではCIAの要請を受けた国連軍）に本拠地の島を制圧され壊滅した。
エドガー
声 - 飛田展男
ヴァンパイア編に登場したケルベロスの幹部。若い美形の男性。部下からは「エドガー司令」と呼ばれている。
事故を装って、ヴァンパイア王国に侵入。ダン国王の目の治療にかこつけて、彼にコントロールチップを埋め込む手術を施し、洗脳した。そのままダン国王の権威を利用して、悪政を働くが、レーアに取り押さえられ、ダン国王と共に薔薇の塔に投獄される。しかし、シーマの心を掴んでいたことから、彼女を利用して、ターちゃんファミリーを王国に呼び出す。ターちゃんファミリーやシーマ共々、処刑場に送られるが、救難信号で呼び出した部下たちのヘリコプターに助けられ、王国への逆襲を行う。まだ利用価値のあるシーマだけを助けて、ターちゃんファミリーは処刑場に置き去りにした後、薔薇の塔に赴き、昼間であることと改造人間たちの力で薔薇の五拳士を負かすが、復活したターちゃんの逆襲に遭う。最後の切り札であるダン国王も敗れ、その巻き添えになる形で塔の下へ落下し、ダン国王の下敷きになってしまう。戦い終わった後、捕らえられ、アニメでは部下たちやツェペシ大臣と共に投獄され、牢屋内で泣き叫んでいた。
ベイツ
声 - 水原リン→上村典子
クローン編に登場した女性科学者。ケルベロス研究所所長にして、アイアンマスクの事実上の生みの親。右腕がマシンガン（アニメではレーザーガン）付きの義手になっている。ベイツの名前は、アニメで判明。
目的のためには手段を選ばない悪魔のような女性科学者で「坊や」と称していたアイアンマスクですら、本心では自分のための道具としか見ておらず、無理なパワーアップでダメージを受けてもなお戦いを強要し、ターちゃんに敗れて死んだと思った時には「役立たずの化け物」と罵った。最終的にCIAの特務隊に他のマッドサイエンティスト共々逮捕される。
アニメ版では、アイアンマスク敗北後、ターちゃんに銃を向けるもののアイアンマスクに妨害され、首を絞められて殺されそうになる。ロザリンの介入により、アイアンマスクは殺意を収め、ベイツも解放されたが、CIAからの要請を受けた国連軍に逮捕された。
アイアンマスク
声 - 広中雅志
ターちゃんのクローン。MAX最強のレスラーとして、ダグラス開催のトーナメントに出場する。
本編の約4年前に研究員が持ち帰ったターちゃんの陰毛（アニメでは「（ピーッ）の毛です！」と、研究員のセリフに自主規制音が入っていた）からクローンを作る研究をしていた際、偶然研究所に落雷があり、その影響で細胞分裂を起こして誕生した。アイアンマスクの名の通り、鉄の仮面を着けており素顔はターちゃんと瓜二つ。しかし育った環境が異なることから、ターちゃんよりも大柄。ターちゃんが短髪なのに対して、アイアンマスクは長髪なのも特徴。アニメでは声も違い、「ハハハハ」と低く笑う癖が追加されている。ベイツを「ママ」と呼び、精神的にはまだまだ子供。
ターちゃんと同じく、「うんこひり（おもらし）パワーアップ」が可能。パワーアップは4回行い、1回目は梁戦、2回目はホワイトベア戦で行い、3回目と4回目はターちゃん戦で行った。しかし、短期間で連続してパワーアップを行ったため、身体が持たず、3回目のパワーアップでは副作用で髪の毛が抜け落ち、4回目のパワーアップでは血液が沸騰したことで肌の色が黒ずみ、歯は全て抜け落ちると異形の姿に変貌。
見かけは大人だが、誕生して間もないこととベイツの歪んだ教育により、子供の無邪気さからくる残酷心を持ち、自分と違って、仲間たちに恵まれているターちゃんに嫉妬している。それでも、善の心がないわけではなかったが、初めて「愛した」ロザリンを失ったことで、悪魔のような容貌になってしまった。
ターちゃんとの決勝戦においては、自分では持つことのなかった「ターちゃんに助けられ天寿を全うした動物たちの応援」が生み出すパワーにより劣勢に追い込まれる。ベイツの言葉を信じ4回目のパワーアップを果たすが、それにより、生命エネルギーが低下していく。それでもターちゃんには敵わず一撃を受けて倒れる。その際にベイツから「役立たずの化け物め」と罵倒されるが、実はターちゃんが突いたのは梁から教わった活力の沸くツボであった。これによってアイアンマスクは一命を取り留め、同時にベイツの本性を知って改心し、敗北を認めた。大会終了後、CIAの研究室に送られる。
アニメ版では、往生際悪くターちゃんを殺そうとするベイツに激怒し、彼女を道連れに自分も死のうとするが、復活したロザリンの説得で沈静化。トーナメント終了後、変化した身体も髪の毛以外は元の状態に戻り、普通の人間になるべく、ロザリンと共にCIAの手術を受けることにした（ただし、これまでの記憶は失われるとのこと）。

### ユンケル帝国編
マハラー・ポポ
ユンケル帝国38代国王。まだ子供と言える年の少年である。ユンケル帝国編以前（『旧』）にも登場しており、アフリカに旅行で訪れ、ターちゃんにガイドを依頼している。その縁から、バイオ戦士計画の頓挫を願い、ターちゃんをトーナメントに招待した。誰に対しても自信を見せず大臣のマハラジャに国政をいいようにされていたが、決勝戦のアナベベとカシオの死闘から男として「何か」を学び、国王としての威厳を漂わせマハラジャを威圧し屈服させた。
マハラジャ
国防大臣。科学者でもありバイオ戦士を生み出した。大会決勝では王位簒奪の野心を言外に露にするも、国王の威厳に打たれて屈服。大会後、バイオ戦士計画の失敗で大臣を辞職した。
アブドラ
大会の案内係。長年格闘技の世界で仕事をしてきて、体つき、身のこなし、握手の時に伝わってくる気でどういう格闘家かわかると言うが、ヂェーンを相撲の達人、エテ吉を性行為の達人と言うなど、どこまで本当なのか計り知れないところがある。
カシオ
バイオ戦士4人の筆頭。バイオ戦士の中では最強の戦士で、アークツルスさえ彼には敬語で接する。体の大きさを自分自身でコントロールできる。準決勝の試合でターちゃんに勝つためにステロイドを大量に注入され急激に筋肥大したが、腱や靭帯を過剰に酷使するため5分以上は戦えなかった。パワーではターちゃんに勝ったものの、カシオの動体視力では到底追いつけないスピードに加え、技やテクニックに雲泥の差があり一方的に攻められ、タイムリミット後、肩の腱が切れ止めを刺すように促すが、下劣な本性を露呈し罵倒するマハラジャの姿にターちゃんが憤慨、彼を殴って逮捕された。その結果、反則負けとなったことにより試合自体には勝利する。しかし決勝では戦士としての誇りをもち、あえて筋肥大せず戦い、膝蹴りでゼブラちゃんちゃこりんマン（アナベベ）の鼻を潰すなど善戦するも敗れたが、強敵を前に臆することなく果敢に立ち向かった姿にはアナベベのみならず観客さえも彼を「勇者」として称えた。
アークツルス
バイオ戦士4人のナンバー2。当初は最強のバイオ戦士として描写された。ライオンの睾丸から作られたアナボリック・ステロイドの薬物注射によって通常の筋肉密度の6倍の組織をもち、強靭な筋力を備えている。巨体だが、蹴り技も会得しており常人では受けることすらできないほどの威力。三年前はひょろひょろに痩せていた。ターちゃんと戦い「ぶち殺して睾丸を抜いてやる」と豪語するが、殺されたライオンたちが乗り移ったターちゃんに腕を破壊され、逆立ちしての足技の応襲で倒された。
プロキオン
バイオ戦士。小柄だがタフで、はがいじめを得意とする。このほか嗅覚も強化されている。大怪我をしたターちゃんのギャグ技によって嗅覚からダメージを受け、脳天直撃のひじ打ちにより倒された。
カノーブス
バイオ戦士。4人の中では最も弱い。右目に魚眼レンズが移植してあり普通の人の2倍の視野をもっている。ターちゃんにあっさり敗北、倒された際に外れた魚眼レンズはターちゃんの一発ギャグに使われた。
ゼブラちゃんちゃこりんマン
正体はアナベベ。決勝戦では戦士の誇りをもってありのままの自分で挑んできたカシオに応えるため、マスクを取り本名を名乗り、「素顔で戦った場合敗北は死」という部族の掟を背負いカシオと戦う。その結果勝利し、優勝賞金1000万ドルを手にした。マスクマンを装っているにもかかわらず、サインを求められると無意識のうちに本名を書く。
バックス・ベイカー
全米一の悪役レスラーで「狂える猛牛」の異名を持つ。予選で敗退する。ペドロのTシャツに施したサインは平仮名で「ばっくすべいかー」と書かれていた。同じ飛行機に乗ったよしみとしてターちゃんの試合を応援しに来た際ヂェーンにポテトチップスを薦められるが、袋の中には1枚しか残されていなかった。
ラリー・スコット
元マーシャルアーツスーパーヘビー級チャンピオン。予選で負けた。
ナパキャット・ワンタン
ムエタイの現ヘビー級チャンピオン。プロキオンに背中を折られ予選で負けた。サインがかわいい。

### 中国編
中国西派トーナメントで登場。アニメでは7話から開始。勁の力を扱う一派。強過ぎる力を持つため500年前から山奥に篭り、他流との試合を禁じ、10年に一回開かれるトーナメントで優勝した流派がトップたる大道師になる。黒龍拳はこれに優勝することで白人のスポンサーたちに暗殺拳として自らの技を提供し、私腹を肥やそうとしている。

#### 白華拳
趙（しょう）
声 - 山口勝平
西派32門派白華拳の拳士で、白華拳師範。12歳。礼儀正しい小柄な少年だが、白華拳の中で梁に次ぐ実力者。李功と同様に普段は気を封じ込めており、趙の場合は頭部に封印の札を貼っており、それを隠すために帽子を被っている。ただし骨折すらそう長くない時間で治癒できる李功と比較すると、気による回復能力は劣っている模様。全身の気を放出して怪我人を治す内養功の術や気を念動力のように使う技を得意としており、ターちゃんと息も切らさずに並走できるほどのスタミナや脚力も持つ。料理も得意。
大会メンバーの3人が黒龍拳に暗殺されてしまったことから、蓮苞の命を受けて、ターちゃんたちに白華拳の助っ人を依頼。トーナメント決勝戦では、李功に腕を斬り落とされた（アニメでは気の流れを断たれ、腐りだしていた）梁の治療をしたため、気を消耗した状態で李功と対戦。封じ込めていた気を用いての百歩神拳による一撃必殺を狙うが、仕留めきれず敗れる。
十二神将編で16歳として再登場し、逞しい長身に成長している。その際に十二神将の先鋒である宮毘羅と交戦するが、腕を溶かされ捨て身の攻撃も通じずに敗北する（腕はその後、空総に復元してもらった模様）。
アニメ版最終話で駆けつけたターちゃんの味方ゲストキャラクターの中では、アリサ同様に台詞があり、ドロシーを救出した。
蓮苞（れんほう）
声 - 深見梨加
白華拳75代目大道師。父である先代大道師の末娘。梁とは恋仲であり、結婚する約束をしていたが、上にいた次期大道師候補の二人の兄がトーナメント選手として黒龍拳（実際に暗殺したのは黒龍拳と手を組んでいた白人のスポンサーであることが大会後李功の口から語られている）に暗殺されたため、やむなく大道師を襲名。同門の人間と結婚できないという西派の掟により梁と結婚できなくなっていた。しかし、梁がターちゃん流空手に入門したため、クローン編の後に梁と結婚し一児をもうける。武術の心得はないようだが「気」を使うことはでき、それによって人の考えを読むことができる他、テレパシーを送ることもできる。
初登場時にはアナベベのエロ妄想（しかも相手は蓮苞）を見てズッコケたり、アナベベがトーナメントを辞退して帰国すると知った時には笑顔で見送りながらも梁師範と趙の二人をパンダに変装させ襲わせようとした。
程瑶田（ていようでん）
アナベベが逃亡した後、梁によって控えから代表選手に選ばれた白華の拳士。実力はトーナメントの戦いに耐えられるレベルには達しておらず力不足であったようで（梁曰く「10秒と試合場に立っていられるかどうか」）、やむを得ない人選として選ばれたが、戦うシーンが描かれることすらなく青掛拳の先鋒にあっさり倒される。倒された後、梁はやはり無理だったかと苦渋の表情をにじませた。アニメではエテ吉を大将にしたため、登場していない。
梁師範、智光
ターちゃん一家（ファミリー）を参照。

#### 黒龍拳
王翬（おうき）
声 - 秋元羊介
黒龍拳（こくりゅうけん）主将にして最高師範。勝つためには手段を選ばない卑劣な男。反面、身内への面倒見は良く、アニメ版では一緒に麻雀で遊ぶ光景も描かれた。
原作で名前の出た技は、龍炎拳（りゅうえんけん）だけだが、アニメでは気の塊が相手を追撃し続ける技（その副作用で白髪化する）が自在拳（じざいけん）と名付けられた。拳大の気の塊を飛ばす気功弾や三倍速気功弾も用いたが、ターちゃんのふにふに避けで破られている。なお、龍炎拳は次鋒・龍炎の比ではないくらい強いと言われた。
10年前のトーナメント当時は西派最強と謳われ、決勝戦で梁と激闘を展開。顔、右肩、腹部、尻といった多数の箇所に傷を負わせ、半殺しに追い込んだが、試合には負けてしまう。
本編である白華拳との決勝戦では、梁をテレパシーで挑発して、ペースを乱したり、魯にターちゃんを狙撃させた上、魯を口封じで殺害（アニメ版では重傷）するといった卑怯な手段を使う。ターちゃんとの試合では先程の狙撃はダメージの内に入っていなかった上、それにより、本来の戦闘スタイルに戻ったターちゃんに全く敵わず、追い込まれていく。最後の手段である自在拳でターちゃんに食らいつきながらもアフリカの動物たちの気に支えられたターちゃんに破られてしまう。勝てないと悟ると白華直系の血を絶えさせ、西派32門をたばねる資格を失わせようと気を蓮苞に放つが、梁が盾になったことで失敗した上、反則負けとなった。試合終了直後、ターちゃんに首を絞められ、魯を利用したことを白状し、刑罰に服する。
劉宝（りゅうほう）
声 - 梅津秀行
黒龍拳副将。黒龍拳最高師範。無表情で多くを語らない大男。李功の義兄で、非常に弟思い。兄弟共々孤児であり、王翬に育てられた。梁によると実力的には既に王翬を超えているとのこと（対戦したターちゃんも王翬との試合で「劉宝のほうが、まだ歯応えがあった」と発言）。
ターちゃんが本来の力を封じられている状態だったとはいえ、互角の勝負を展開するも、最後まで勁に頼ったがために集中力を欠いた隙を突かれて敗れた。試合後、ターちゃんに認められ、手を差し出されるが、直後にターちゃんの動きを封じて、魯に銃で狙撃させるという卑劣な手段を行う。しかし、「ちっぽけな弾が脇腹に命中した程度では何ともない」と逆にタフネスを見せつけられる。トーナメント終了後、策略を巡らした罪を認め、刑罰に服した。
李功がターちゃんに敗れた際は号泣しながら抱き締め、ターちゃんを睨みつけていたが、試合開始前にはすぐさま泣き止み平静さを取り戻すなど切り替えが早い。アニメでは「もう心の乱れが落ち着いている」とターちゃんに恐れられた。
アニメ版では長く試合が描かれ、当初はターちゃんを上回る強さを見せたが、防御を捨てた殴り合いの末原作同様の経緯で敗北した。また、原作とは違い、「王翬と互角にやり合えるのは劉宝だけ」と言われている。
李功（りこう）
声 - 飛田展男
黒龍拳中堅。14歳。黒龍拳随一の勁の使い手。小細工は一切用いらず烈火のごとく攻め立てる接近戦を主体とする。
生まれついて気が強い特殊な体質の拳士。そのため、普段は服の下に気を吸収する封印を複数枚はって気を弱めている。勁のエネルギーによりすさまじい攻撃をうけても体内の気がすぐさま循環してダメージを回復させるため、目に見える程広範囲の火傷ですらみるみるうちに治癒して元通りにできる。アニメ版での梁との戦いでは、片腕の気の流れを断たせることで腐敗を侵食させる技も用いている（原作では腕の切断）。
白華拳との決勝戦では、梁と趙に立て続けに勝利するも必要以上に痛めつけたことでターちゃんを怒らせてしまい、身体の回復機能限界を超える速度で続けざまに全身の骨を折る攻撃を受けて、僅か10秒で敗れた。
陰険な性格だが根っからの悪人ではなく、王翬と劉宝の策略は全く聞かされておらず、真実を知った後は償いの姿勢を見せて趙を治療する（アニメ版では魯の治療も行った）。また、倒れていた龍炎を抱きかかえ、気遣いを見せながら担架まで運ぶなど、彼なりに「仲間」を意識する描写も見られる（アニメ版ではカット）。
改心後は「黒龍拳は一から出直しだ」と趙に宣言し、新たに黒龍拳を盛り上げていくことを誓った。以降は趙と和解し、良きライバル同士になった。
十二神将編では黒龍拳の総帥となり、必殺技で挑んできた配下の拳士三人を一度に退けるほどの凄腕に成長。性格は陰険さが消えたが、過激な面もあり、組手で吹き飛ばされ壁に激突しかかって趙に受け止められた配下に「あれ位で受け身もとれないなら出家しろ」と言い放っていた。
アニメ版最終話では黒龍拳のメンバーで唯一駆けつけている。
龍炎（りゅうえん）
声 - 立木文彦
黒龍拳次鋒。名前はアニメ版より。龍炎拳を得意としているが、精神面の修練が足らず、決勝で梁師範が以前王翬に勝ったことを聞かされ、怖気づいた。王翬に逃げるように指示され、梁に百歩神拳を撃たせて気を消費させ、噛ませ犬として利用される。梁からは「かなりの修業を積んだようだが、心の修業が足りなかった」と評されている。王翬が倒れた後は李功に抱きかかえられ「死にはしねえよ」と気遣われながら担架まで連れていかれた。なお、龍炎拳は後のダン国王との戦いで梁も使用。
アニメ版では屋根の上まで吹っ飛ばされ、気絶した後、化勁に助けられ、劉宝に不甲斐ない戦いをしたことを詫びている。
化剄（かけい）
声 - 中博史
黒龍拳先鋒。名前はアニメ版より。相手の気を食べて、自分にプラスする珍しい技・化勁（かけい）の使い手であり、気を奪われた相手は老人のように白髪になり、やつれてしまう。さらに奪った気を相手に触れて返すことで大怪我を負わせることもできる（常人なら肉体が砕け散るという）。
準決勝まで1人で勝ち抜いただけに実力はあるのだが、反面、物事を見抜く目がなく、2回戦ではターちゃんのおちゃらけ技に大笑いし、実力を見抜けなかったことを李功に脅されつつ、たしなめられる。
戦意を失った黄ショウ拳の選手四人を嬲り半死半生の目に遭わせ、決勝直前の控えでは、アナベベを嬲り殺すことを楽しみにしていたが、白華拳の先鋒として出てきた梁に顔面が変形するほどの一撃をくらい倒された。また、梁と対戦が決まったときには驚き怯えており、趙には「化剄づかいごときが勝てるわけがない」と酷評されると、自他共に実力のほどはわきまえていたようである。
アニメ版では龍炎の敗北後、屋根の上まで吹っ飛ばされた彼を救助した。
黒龍拳の刺客
トーナメントのメンバーを集める趙の妨害を粉うべく遣わされた刺客。対象の体内にから気を送り込むことでダメージを与える戦法を得意とする。手始めにターちゃんの弟子たちを痛めつけて戦闘不能にするが、駆けつけたターちゃんによって一発で殴り倒される。黒龍拳に加担した動機としては、優れた技を持ちながら人目を忍んで貧しい暮らしをしていることがバカらしいという旨を述べている。
アニメ版ではターちゃんの弟子たちが登場しないので、彼に倒される役回りはペドロが行った。ペドロを圧倒するが原作同様に駆けつけたターちゃんにあっさり倒される。その後、ターちゃんたちが中国に向かった際に一緒にアナベベの飛行機に乗せられている。次の話では逃げたことがヂェーンの口から語られた。

#### その他の流派
紫陽拳（しようけん）
1回戦で白華拳と対戦した器械武術の門派。武器に気をまとわせる技を得意としており、梁によれば、黒龍拳に負けない技師が揃っているという。しかし、作中には西派拳士の「紫陽拳の技がどこまで通用するか」とのセリフがあり、西派32門の中では実力は下位に属すると見られている。アニメ版では（武器を使えば）白華拳に匹敵する実力者として紹介された。
先鋒と次鋒をそれぞれアナベベとペドロに倒され、中堅から大将までを中堅の趙に手加減されて倒され敗北した。
先鋒
声 - 水内清光
三節棍（アニメでは五節棍）を使用する男。大金持ちになってファイティングスピリットを失っていたアナベベを圧倒するが、気を込めた一撃を頭に食らって闘争本能の蘇ったことで逆転される。攻撃がまったく通用しなくなり、最後はパンチ一発で場外まで飛ばされ敗北した。
次鋒
声 - 宮田浩徳
柳葉刀を使用する男。ペドロと互角に渡り合うが柳葉刀がペドロの道着内のコンパクト（アニメ版では薬の缶）で阻まれたことが災いして、ペドロパンチを顔面に受けて敗北。
中堅
声 - 水内清光
指弾の拳士。両手からマシンガンのように指弾を放つ戦い方を得意とする。ペドロをあっさりと倒すが趙に手加減されて敗北。
赤羅漢拳（せきらかんけん）
2回戦で白華拳と対戦した門派。メンバー全員がターちゃんのギャグ技で倒された。
先鋒
声 - 北島淳司
猿拳の第一人者。猿のようにキーキーと泣くが、エテ吉に育てられたターちゃんからは「何言ってんのこいつ？」と「本物の猿語」で言われてしまう。そのまま猿語で会話するターちゃんとエテ吉を見て自分の猿拳が無駄だったことを悟り涙する。最後はターちゃんに急所をつかまれたことで自らリタイアした。

青掛拳（せいかけん）
3回戦で白華拳と対戦した門派。
胡文老師（こぶんろうし）
声 - 上田敏也
青掛拳主将。総入れ歯を使用している老人で、泣き上戸の一面を持つが、梁が一目置く実力の持ち主で酔拳の達人。相手の攻撃をぎりぎりで避け、カウンターで気を用いた重い一撃を叩きこむのが格闘スタイル。
10年前のトーナメントでは、青掛の先鋒として登場。相手チームをただ一人で倒した。しかしあまり酒が強くないらしく、次の日の白華拳との戦いには二日酔いで出られず、青掛は白華に負けてしまう。だがその強さは梁をして「もし白華の試合に出ていたらどうなっていたか」と警戒させるほど、強い印象を残していた。
本大会においてペドロと対戦した際にはペドロが連戦で疲弊していたとはいえ一撃で倒し、梁からは「今だ衰え無し、天才拳士胡文」とまで言わしめた。しかし、中堅のターちゃんに目にも止まらぬスピードで頭を一発殴られて敗北する。敗退後は黒龍拳との決勝戦を観客として見物。この時、ペドロに肘を破壊された副将の男が腹心として付いていた。
アニメ版最終話には趙や最長老のみなさまと共にターちゃんのピンチに駆けつけた。
魯（ろ）
声 - 松尾貴史
青掛の村の猟師。小柄で気の弱い男。王翬に病気の息子を北京の総合病院に入れる金と引き換えに、劉宝が負けた際、その対戦相手であるターちゃんに28口径の拳銃を発砲。直後、口封じのために王翬に殺される。アニメ版では即死には至らず、胡文に治療され、改心した李功も加わったことで一命を取り留めた。

流派不明 / 橙イン拳
全員アナベベにより倒された。アニメでは橙色の道着を着ており、試合を観戦していた劉宝は彼の流派を「橙イン拳」と呼んでいた。
準決勝の対戦相手
髭面の大男。準決勝まで勝ち残ったチームの大将。踏みつけ、押しつぶしなど力技が得意である。黒龍拳の背後にうごめく暗殺組織（MAX）の存在を知り戻ってきたアナベベと準決勝で戦い、足で口をこじ開けられて剄の呪文を中断させられる。アナベベのこの機転に会場は剄の呪文を封じたぞと湧きかえり、ペドロは必死になって避けていたのがバカらしいと呆れかえった。彼の流派は全員アナベベに倒され、自身も首を絞め落とされて敗れた。

緑心拳（りょくしんけん）
1回戦第七試合を勝利し1回戦突破した流派。勝利時点で選手は2人残っていた。

#### その他
リンリン
声 - 深見梨加
エテ吉がナンパをした赤毛ザル。エテ吉に惚れるが、結局は別れた。しかし、エテ吉は彼女から病気をうつされた。アニメ版ではリンリンの体毛が残っていたため、恋人に浮気がバレたという展開に変更されている。
アニメ版ではターちゃんたちが乗った飛行機を見送り、エテ吉が帰ってくることを望んでいた。
最長老のみなさま

西派の長老の集まり。西派の最高意思決定機関なのだが、高齢のため全員ボケ気味である。ターちゃん流空手に入門して蓮苞と結婚しようとしていた梁師範を不安がらせたが、「いいんじゃないの」の一言で認める。だが、その結果「弟子は師匠についていかないと失礼」と梁師範は蓮苞と離れてアフリカに修行に行く羽目になってしまう。とはいえ、結果的にはそれが大きなパワーアップの機会となった。
アニメ版では漫画的な表現（吹き出しに台詞）で描写されており、声も一人しか喋っていない。
アニメ版最終話では趙たちと共にターちゃんのピンチに駆けつけた。
白人のスポンサー
声 - 相沢正輝
中国編に登場した黒竜拳と手を組んでいた暗殺組織のメンバー。白華宗家の長兄と次兄を毒殺した。西派32門派を暗殺集団にするビジネスを行っており、黒竜拳をトーナメントで優勝させるための策として、ターちゃんや白華拳の選手たちに痺れ薬「テアシシビレール」錠剤を飲ませることを画策。実行役としてアナベベに買収を持ち掛け、アナベベが金を受け取るような仕草を見せたため嘲笑するが、アナベベは金を受け取る気は無く、「はした金」呼ばわりされて断られた。ちょうど金持ちの絶頂期にいるアナベベだったため、実際に提示した買収金とは桁が違う価値を持つ腕時計を「このピアジェのダイヤ入り時計一本も買えない」と見せ付けられ鼻で笑い飛ばされた挙句、狼狽するところを「友達は金では買えない」と怒りを買い、返り討ちにされる。彼らの所持していた暗殺対象者リストにMAXのマークが記されていたが、関連は不明。

### アメリカ編

#### コーガンファミリー
アメリカ ラスベガスのパンピングアイアンホテルを経営する格闘家家族。世界中のあらゆる格闘技大会をチェックしており、門外不出の中国西派トーナメントも例外ではない。ユンケル オープントーナメント（アニメ版では、中国西派トーナメント）で本来の第一子であるはずのターちゃんの存在を知り、彼を家族に迎え入れようとするが、ターちゃんには断られた上、後に実際には血の繋がりがなかったことが判明。
リサ・コーガン
声 - 高山みなみ
コーガン兄弟の末妹（アレクサンドの末子）。ターちゃんを連れ戻しにアフリカまでやって来た。ジープをジャッキも使わず素手で持ち上げてしまうほどの怪力の持ち主。美人でスタイル抜群の女性レスラーとしてトップクラスの実力を持ち、並みの相手ではリサのほうがウエイトをつけないと（≒ハンディを負わないと）勝負にならない。女性ゆえに異種格闘トーナメントに参加はできないものの、それ以外では兄2人と共にスター選手。
父や兄たちと異なり、心優しく思いやりのある性格。コーガン兄弟の中では唯一、父アレクサンドからロドとニドの出生の真実を聞かされていた。しかし、ターちゃんをファミリーに迎え入れるためという父の言葉が嘘であることを知り反逆。トーナメント一回戦でロドの対戦相手をKOし、代わってロドと戦うが、彼の悲しい過去を聞いて戦意喪失、ギブアップし敗北する。大会終了後はマットと共にホテルの重役となる。
マイケル・コーガン
声 - 林延年
コーガン兄弟長男（アレクサンドの四男）。第一回・第二回プロフェッショナル異種格闘オープントーナメントチャンピオン。
自らを地上最強の超人だと自負する「コーガンファミリーの誇り」の至上主義者であり、異母兄弟のロドに敗北したことから激しい怒りに捕らわれる。並の格闘家よりは遥かに強いが、ターちゃんによれば今まで自分より強い相手と闘って来なかったことから自分の強さに自惚れるようになった模様。ピジャカパトナム・シンを痛めつけて勝ち上がった二回戦、プライドに訴えたターちゃんとの試合では、露骨にカウントを遅くとるレフェリー（審判・レフェリーは全員マイケルの部下）の贔屓を受けるも、ターちゃんの対戦相手を気遣う姿勢に心打たれ改心。最終的にはターちゃんに敗れ、いつもNo.1でならなければならない呪縛から解き放たれて性格も丸くなった。ロドに対しても申し訳なさを抱くようになり、そのロドがニドの手でビルの屋上から落とされた際には間一髪救出した。
マットの仇を取るためと力が低下しているターちゃんの援護射撃のために、待っててコイサンマンに扮してアポロニア仮面と戦うも力及ばず重傷を負う。ヂェーンからの輸血で一命を取り留めるもターちゃんの野生パワーを呼び覚ますため、ヂェーンに頼み込んで死んだことにしてもらった。トーナメント終了後にターちゃんの見舞いに現れたが、ヂェーンがマイケルの生存を告げるのを忘れていたため、ヂェーン以外の全員に幽霊になって化けて出たと勘違いされ、念仏を唱えられてしまう。その後は父であるアレクサンドからパンピングアイアンホテルの社長の座を譲り受ける。
マット・コーガン
声 - 小野健一
コーガン兄弟次男（アレクサンドの五男）。身長195cm、体重128kg。趣味は切手あつめ、得意技は「ダイビング アタック」。兄のマイケルより大柄。第一回・第二回プロフェッショナル異種格闘オープントーナメント準チャンピオン。
梁を圧倒する実力を持つが、彼いわく恐るべき突きの速さに対して、わずかに引きの遅さがあり、ターちゃんからは強さに自惚れがあると評され、父・アレクサンドからも「落ち着いて試合運びができないのが唯一の傷」と評されている。アフリカで梁を一度倒すが、トーナメントでの再戦では梁に追い詰められ恐怖する。だが、梁は百歩神拳を使ったことで反則負けと判定され、マットは試合に勝って勝負に負けるという結果となった。当初はマイケルほどではないが傲慢な面があったが、本大会を通じて改善されていった。
アポロニア仮面との試合で右腕右脚を切断され（アニメでは、痛めつけられた末に天井の照明に叩きつけられ、照明ごと落下）、一度死んだが梁の内養功で一命を取り留める。退院直後、マイケルの葬儀（偽装）に出席。大会終後はリサと共にホテルの重役となる。
アレクサンド・コーガン
声 - 中村秀利
コーガン兄弟の父。元アラブの王国の騎馬隊長で王国最強の格闘家。王妃と恋に落ち、子供ができてしまい、投獄された。牢番に王妃にもてあそばれたのだと聞かされ、一晩で銃を持った三千人の番兵を倒し脱獄、アメリカへ逃げた。酒場で身体を張った芸を見せて、生活の糧を得ていた際、MAXにスカウトされ、プロ格闘家としてデビュー。連戦連勝であっという間にMAXのスター選手になり、ベスト・トーナメントの出場権を得たが、対戦相手が再起不能になるまで試合を続けなければならないルールを守れず、MAXの女性組織員を相手に自分の優れた遺伝子を持った子供（ロドとニド）を提供することで脱退。その後、別の女性と結婚し、3人の子供（マイケル、マット、リサ）をも設け、一代でパンピングアイアンホテルのオーナーとなった。コーガンは妻の名字。
コーガン3兄弟を溺愛しており、特にマイケルのことは「何事にも一番」にさせるべく偏った教育をしてきた。このことがマイケルの傲慢な性格を形作ってしまった（幼少期のマットは「次男でよかった」とコメントしている）。マイケルやマットがソドム兄弟と対決することを避けるべく、ターちゃんを利用しようとしたが、最終的には改心。
現在では年には勝てず頭は禿げ、肉体的には衰えており、見た目も背の低い中年男性である。リサからは「父は強かった」と過去形で語られ、自らの出生の真実をロドから知らされ逆上したマイケルには半死半生の目に合わされた。後にロドのアドバイスでMAXに全面降伏することを決めた際はマイケルに詰め寄られ、完全に怯え、再び殴られることを想定して事前に医者を呼んでおり、マイケルに「もう殴らねーよ!!」と突っ込まれる有様であった。
アニメではマイケルがターちゃんに負けた際に、彼が見た幻影の中でマイケルをねぎらう言葉をかけるシーンが描かれた。
アレクサンドの秘書
声 - 三石琴乃
眼鏡におさげの女性秘書。ターちゃんたちの事情を把握していた。アポロニア仮面との戦いが終わった後はターちゃんの勝利を祝福する。

#### トーナメント参加者
待っててコイサンマン（まっててコイサンマン）
アナベベが変装したマスクマン。トーナメントに金儲けのために参加した。サインを求められると無意識で本名を書く。タイツを逆に着替えてのだまし作戦やゴングをひったくって場外乱闘するなど卑怯な手を使った。
ロドとトーナメントでぶつかる予定だったが、ロドがニドに負傷させられ、病院送りになったため不戦勝となる。アポロニア仮面と対戦する予定だった準決勝では控え室で「恥ずかしくない棄権理由」を考えるのに必死で、マイケルに全身タイツを50ドルで売って入れ替わった。マイケルによるコイサンマンはアポロニア仮面相手に奮闘しながらも力の差は激しく、コーナーポストに叩きつけられそうになるが、アナべべがコーナーポストを壊し、自分の背中で受け止めたことで致命傷は避けられたものの敗退。
ポン・三暗刻（ポン・さんあんこー）
梁がマットに雪辱戦を挑むために変装して出場した際の姿。試合ではマットに対し、優勢に立つが、武器まがいの金属製ギプスは良くて勁の技は反則を取るというひいきな審判（皆コーガンの息がかかっているため）に苦戦する。最後は恐怖でうずくまったマットに対して、天井に向けて百歩神拳を放ち、試合に負けて勝負に勝つ名誉の反則負けとなった。得意技は「つみこみ」（大会参加者のプロフィールで趣味が麻雀と述べられており、病院でロドや医者と麻雀をプレイする描写がある）。
ブータン・ラマ
声 - 鈴木琢磨
ヒマラヤの格闘王。身長233cm、体重260kg。趣味はお酒、得意技は「ヘッドバット」。第一回大会ではベスト4まで勝ち残った実力者。街でロドに絡んだが逆に首を締め付けられ、一回戦ではロドの会話を盗み聞きしながら戦ったターちゃんにあっけなく敗れた。
キム・ユンケ
韓国テコンドーチャンピオン。一回戦でタスマニアタイガーマスクを破るが、BIGスローダーに破れ途中で脱落。アニメ版では勝利すると「ユンケー！」と絶叫する。
タスマニアタイガーマスク
第二回・第三回WWCヘビー級チャンピオン。学術名はふくろ狼（おおかみ）、ニックネームはちょっぴりシャイな有袋類。タイガーマスクのテーマに乗ってリングインし、観客から「絶滅すんなよ」との声援を送られた。一回戦でキム・ユンケに敗れる。
ピジャカパトナム・シン
インドの猛虎。GWCヘビー級チャンピオン。ロドに喧嘩を売って殴り倒され怒り狂うマイケルと一回戦で対戦し、怒りのあまり自分に背を向け姿を見ようともしないマイケルに背後から襲いかかるが、顔面に強烈な一撃をくらい戦意を喪失。その後も殴られ続け倒された。サーベルを持っている。
フランコ・アンダーソン
WWQライトヘビー級チャンピオン。身長184cm、体重107kg。趣味はドライブ、得意技は「ドロップキック」。一回戦でロドと対戦するが、開始直後乱入したリサによって足技で締め落とされ、泡を吹いて倒された。
ステン・ハンセン
WWY認定世界チャンピオン。身長188cm、体重118kg。趣味は献血。待っててコイサンマン（アナベベ）におふざけながらローリングクラッチホールドを決められ、敗れた（アニメでは梁師範の百歩神拳で打ち抜かれた天井の破片が偶然頭に当たり気絶した）。
BIGスローダー（ビッグスローダー）
中東の怪人。イラク軍の軍服に似た軍服をコスチュームとする。フル対戦の末キム・ユンケに判定で勝って準決勝に進出するも、ターちゃんに手加減した一撃で側頭部をヒットされ0.5秒で倒された。しかしターちゃんが本調子でなかったため、自力で起き上がりリングを降りることができるなどダメージは軽かった。この対戦カードの理由は、スローダーが「準決勝進出の4人の中で最も弱かったから」。準々決勝ではヂェーンは彼の勝利に大金を賭けていた。

### ヴァンパイア編

#### ヴァンパイア王国
ヴァンパイアたちが人間の目を逃れるために作った王国。ルーマニアの峡谷の崖をくりぬいて造ったことから、崖の町（クリフシティー）とも呼ばれており、王家の者たちは、ヴァンパイア城に住んでおり、薔薇の五拳士が守護する薔薇の塔もある。飢えと寒さに耐えながら暮らしているが、それでも懸命に生きている民たちの姿を見て、ターちゃんは平和を感じ取った。原作のエピローグにおいては、民たちもターちゃんファミリーと親しくなった描写が描かれている。アニメ版では、ケルベロスの一件から、別の地に旅立つことにした。
シーマ・マルソー
声 - 緒方恵美
ヴァンパイア王国の王女にして、純血のヴァンパイア。男装（男の姿のほうが旅をしやすいこともある）して、ターちゃん挑戦権獲得トーナメントに参加。格闘技の経験は特にないにもかかわらず決勝まで勝ち進むもののダマラに敗退。その夜、ターちゃんを闇討ちしようとしたダマラを止めに入った際、吸血しようとしたため、梁に阻まれ、正体を明かす。ターちゃんに父の救出を依頼し、一度は断られるが、自分を追ってきたランジェラの手で梁がヴァンパイア化したことで、ターちゃんファミリーはダン国王救出に赴くことになる。
梁の老化を抑えるために自身を吸血させ、「元々吸血鬼の私は何度吸われても大丈夫」と言っていたが、梁からは「吸血のたびに精気が弱っている」ことを見抜かれており、それでもターちゃんファミリーに感化されたことで、それに耐えていた。また、吸血鬼にとって異性に血を吸われるということは一種の愛情行為でもあるため、梁に対しては複雑な心境を抱く。
ケルベロスの幹部・エドガーを盲目的に愛し、本当の目的はエドガーのために父を解放することであり、薔薇の塔で追い詰められた際は、ペドロをヴァンパイア化させて戦わせてしまう。ランジェラの説得でエドガーを試し、その本性を知ったことで決別。原作では、事件解決後の裁判で王女の地位を剥奪されるが、命は助けられ、国の復興に心血を注ぐ。
ランジェラ・ツェペシ / アラン
声 - 江原正士
ワラキ公ヴラト・ツェペシの血を引くヴァンパイア。ツェペシ一族の王子。シーマの元婚約者であり、純血のヴァンパイア。アニメ版では名前が「アラン」に変更された。
ターちゃんファミリーと最初に交戦したヴァンパイアであり、ダマラと梁をヴァンパイア化させた。夜とはいえ、梁の背後を取って噛みついており、人間の超一流の格闘家を超える力を持つが、純粋な戦闘力は高くなく「速いことは速いが、動きに無駄が多い」とターちゃんに評され、シーマからも「ランジェラはおぼっちゃんで、塔を守る格闘家たちの足元にも及ばない」と言われている。アニメ版では、アフリカでの戦闘時にヴァンパイアの力を発揮した際、肌や髪の色が変化する演出があったが、王国では、この変化は表れなかった。
シーマを心から愛し、エドガーが現れるまでは相思相愛の仲だった。ケルベロスに協力するシーマをケルベロスからもレーアたちからも助けようと行動。レーアたちにシーマの身分保全を嘆願したり、自らシーマを連れ戻しにアフリカまで赴くなどしたが、シーマからは拒絶され続けた。アフリカから戻った後はバーで自棄酒を飲んでいるところをケルベロスに捕捉され、力の衰える昼間に襲撃を受けて捕らえられ、レーアたちに対する人質にされてしまうが、夜に力を活性化させて脱出。その際にシーマから攻撃されたためやむなく気絶させ、そのまま彼女を連れて薔薇の塔に連れて行き、真実を見せる。決戦の場に駆けつけ、ダン国王からシーマを守ろうとし、手刀で腰斬された挙げ句、背中を刺されて死亡。
アニメ版では、ツェペシ大臣の野心に反対したため、父の裏切りで幽閉されてしまうが、アルゴに助けられる。ダン国王との戦いでは腰斬されず、シーマから血を与えられたことで助かり、彼女とよりを取り戻すことができた。
アルゴ
声 - 伊藤栄次
王家親衛隊でランジェラの側近。護衛と運転手としての役割も兼ねている。自棄酒を飲むランジェラを心配し、死にかけながらもランジェラを逃がそうとするなど忠誠心に厚い。アフリカではターちゃんと戦おうとしたランジェラの前に飛び出し守ろうともした。原作では、ヴァンパイアウイルスが活性化しない昼間に「肉体の回復速度を上回る速さで複数の機関銃を撃ち続ける」という戦術を使われ、ケルベロスに射殺されてしまう。
アニメ版では幽閉されたアランを救出。彼と共にシーマを保護した後、薔薇の塔での戦いに参加。ダン国王に必殺の十字斬りを使うが通用せず敗北。
ダン・マルソー国王
声 - 佐藤正治
シーマとレーアの父親。ヴァンパイアウイルス発生時に生き残った数少ない純血ヴァンパイア（アニメ版では、始祖に近いヴァンパイア）であり、レーアによると、その生涯は数千年に及び、「ミロのビーナスのモデルをナンパした」「サモトラケのニケ像の首を折ったのは自分」、江戸時代の日本で雷電と取組んだ経験もあり、（錦絵も現存）しているという（チェーンからは「ホラ吹き親父」と称された）。
元々は民を愛し、穏やかで賢い名国王だったが、ケルベロスにより眼病の手術が行われた際、脳内にコントロールチップを埋め込まれ、ケルベロスの命令通り暴れるロボットにされてしまう。その後は「人間と共存する。そのためにケルベロスの力を借りる」という政策を打ち出し、反対して、国王に忠告した重臣たち（レーア曰く「皆、長年忠実に仕えた良臣」）を全員処刑してしまう。たまりかねたレーアは軍隊を動員し、多大な犠牲を出した末に機転を効かせてエドガーを人質に取り、薔薇の塔に拘束していた。
昼間でも力が落ちない、次は耐えられるように強度を増す「対応力」まで備える桁外れの身体修復能力、ヴァンパイアウイルスのワクチンにして、ヴァンパイア時の超筋力はそのまま残る血液と彼独自の特徴が存在する。格闘技修行が趣味の一環であったらしく、長年磨き上げられた完璧な格闘技術を持ち、先の身体修復能力から来る異常なタフさも備える。
エドガーが鍵を手にしながらもヂェーンが偽物の鍵（原作ではエテ吉の貞操用、アニメではパンピングホテルからくすねていたもの）にすり替えていたため、起き上がれないと思われたが、拘束部分の左手首を無理矢理千切って起き上がり、ターちゃんたちと交戦。残された左手首は、ヂェーンの指示を受けたエテ吉に回収され、その血により、ペドロと梁は復活を果たした。
百歩神拳で火達磨にされた際も滅びず、対応力の効果により、怪物のような姿に変貌。ダン国王を殺める覚悟を決めたターちゃんのターちゃんパンチを初めとした連続攻撃の前に敗北すると同時にコントロールチップが外れ、自我を取り戻す。操られていたとはいえ、自分が犯した罪の重さに加え、実の娘たちから「化け物」呼ばわりされたことに人知れず涙し、償いから気を失ったふりをしたまま、レーアの頼みを受けたターちゃんの手で燃やされようとするが、ケルベロスのヘリから放たれたミサイルから娘たちを守るために盾となって立ちはだかり、バラバラになってしまう。守られた娘たちは、父が最後に正気を取り戻していたことを知り泣き崩れ、怒りのターちゃんはケルベロスのヘリに乗り移り、そのパイロットを叩きのめした。
なお、原作とアニメでは身長が大きく異なり、原作ではターちゃんよりやや大きい程度の長身だが、アニメ版では4mを越す常人離れした大きさになっている。また、アニメ版では幽閉後に体色が紫色に変化していた。
ヴラト・ツェペシ
声 - 伊藤栄次
ランジェラの父。頭の禿げた小男。原作とアニメでは設定や末路が異なる。
原作では国を憂う名宰相であり、ギャグを解するユーモア感覚も持つ。姿を見せたのはダン国王と決着がついた後日であり、その際に梁師範がヴァンパイアウイルスの力により強化されたことで歴史に名を残す格闘家になると予言していた。ダン国王の死後、ヴァンパイア王国の国王となってレーアやカラマゾフらと共に王国再建に取り組んでいる。
アニメでは小心な悪党であり、ケルベロスと手を組んで王国を乗っ取ろうとした。ダン国王が倒された後に情けない姿で薔薇の塔に現れ、レーアから、ヴァンパイア王国の支配権を与えられているが、事件後、ツェペシ大臣以外の国民はヴァンパイア王国から移住したため結局形だけの支配者となった上、エドガーたち共々投獄される。

#### 薔薇の五拳士
薔薇の塔を守護する5人の戦士たち。本当の目的は国王の「救出」を防ぐことではなく「逃亡」を防ぐこと。薔薇の五拳士が持つ鍵は薔薇の塔の扉を開くだけでなく、ダン国王の拘束を解くためにも用いられる。ターちゃんを倒しながらも、外気を用いた梁に加え、シーマの手でヴァンパイア化されて動くペドロに押されていくが、夜が明けたことで2人の老化が進んだことで勝ちを拾う。ターちゃんファミリーを捕らえ処刑しようとするが、ケルベロスの襲撃でそれどころではなくなったことと自分たちを助けてくれるターちゃんファミリーの姿に心動かされて和解。共にケルベロスに立ち向かった。
カラマゾフ
声 - 広中雅志
薔薇の塔の一階を守る武道家。サンボの達人。母親（アニメ版では両親）がヴァンパイアであるゆえに人間から迫害された末に殺されてからは、人間を信じなくなった。
ターちゃんに敗北後、シーマの命により、鍵を渡す。その後、レーア、サムランサックと共にターちゃんに加勢し、ダン国王と交戦。サムランサックの敗北に戦意喪失し、逃亡しようとするが、回復した梁とペドロを連れてきたヂェーンに叱咤される。その後はその場に留まり、サムランサックにツッコミを入れる姿を見せた。
レーア・マルソー
声 - 上村典子
薔薇の塔の二階を守る剣士にして、シーマの実姉。純血のヴァンパイアであり、五拳士のリーダーでもある。サブタイトルでは、暗黒剣士レーアとも書かれていた。
ターちゃんファミリーの力を試すべく一度は鍵を渡すが、ターちゃんがマニに敗北したことからターちゃんファミリーの本格的な制圧に入り、一度は捕らえることに成功。ケルベロスが本性を見せた後はターちゃんに加勢し、ダン国王と交戦。事件解決後、原作では再び王国の守りに就くが、アニメ版ではケルベロスの追手から逃れるために新天地を求め、ヴァンパイア王国の民たちと共に旅立った。
原作では途中から下着姿になったが、アニメではスポーティな衣装に変更されている。
マニ
声 - 藤原啓治、上村典子（少年時代）
薔薇の塔の三階を守る武道家。カラリの達人にして、インドの武器・マドウも使用。75%（アニメ版では65%）のヴァンパイア（ターちゃんは彼のヴァンパイアの血の濃さの計算を間違えていた）であり、ターちゃんより、はるかに長身。正々堂々とした勝負を好み、ターちゃんからは「この場で会わなければ友達になれたかもしれない、素晴らしい武道家」と評され、哲学者の一面もある。アニメ版では少年時代の姿も描かれた。
真っ向から闘ってターちゃんに勝利した数少ない人物。とはいえ、後に捕えられたターちゃんたちに対し「（ヴァンパイアウイルスの活性化しない）昼間なら、我々など相手ではなかっただろう」と回顧している。
ターちゃんとペドロに勝利しながらも、レーアの命とはいえ、ターちゃんの命まで経たなければならないことに苦悩する姿も見せる。その後、ケルベロスの猛攻で倒れた アニメ版では傷が癒えていなかったため、ターちゃんの加勢には加わらなかった。
セルジオ
声 - 山口勝平
薔薇の塔の四階を守る武道家。テコンドーの達人。サムランサックと共にレーアによって呼び出され、ターちゃんを欠いたターちゃんファミリーと交戦した。その後、ケルベロスが連れて来た改造人間に首の骨を折られて死亡。アニメ版では生存するが、マニ同様に傷が癒えていなかったため、ターちゃんの加勢には加わらなかった。
サムランサック
声 - 高木渉
薔薇の塔の五階を守る武道家。ダン国王に自ら鍛えられた愛弟子でムエタイの達人。レーアによってセルジオとともに呼び出され、ターちゃんファミリーと戦った。ダン国王との戦いでは吸血されて死にかけた（モヤシのような姿になって放り出されるが回復した梁・ペドロの姿を見て反応し起き上がりカラマゾフに「寝てろよ!死にかけてるんだから!!」とツっ込みが入る）。レーアに対しては忠誠心以上の感情を抱いているらしく、レーアの命を救うためにダン国王の拘束を解く鍵をエドガーたちに渡そうとした。エピローグでは全快した姿でレーアたちの後ろに立っており、新たな王国の門出を笑顔で祝福していた。
劇中では、腕を2回切断されている。一度目は改造人間に敗北した際に左腕を切断。ダン国王と交戦中のターちゃんに加勢した際には、左腕は元通りになっていたが、ダン国王の攻撃で右腕を切断されてしまう。戦い終えた後は、右腕も元に戻っていた。

#### その他
ランプトン卿
ヴァンパイア王国の大臣。ダン国王の共存政策に反対したため、殺された。
モガジシオ
ソマリア出身の格闘家。アメリカのトーナメントで優勝したターちゃんに最初に挑戦するが、ターちゃんさぶミッションで敗北。アニメ版では、ターちゃんに挑戦する前にターちゃん挑戦権獲得トーナメントで敗退したため、ターちゃんと戦わなかった。
ダマラ
声 - 中博史
スペイン出身の格闘家。狂暴で心構えが良くなく、シーマやランジェラからも酷評されている。ターちゃん挑戦権獲得トーナメントで優勝したが、ターちゃんしっぺであっけなく倒される。その夜、銃を使いターちゃんを暗殺しようとするもシーマの介入で失敗。翌朝、スペインに帰る準備の最中にシーマの名を口にしたことから、ランジェラに捕まり彼の手でヴァンパイア化され、ターちゃんファミリーを襲撃。油断していたとはいえペドロを一撃で倒し、ターちゃんとの戦いでは攻撃を受けつつもバックドロップを放つ。しかし、命の危険を感じたターちゃんに全力で反撃され（ターちゃん曰く「こうでもしないと頭を割られていた」）、両腕を切断（アニメ版では切断は描かれず）されて敗北。ヴァンパイア化の副作用でミイラになった後の亡骸はターちゃんたちの手で埋葬された。
サン・ジェルマン伯爵
ヴァンパイアの先祖。ヴァンパイアは風土病で変化した人類であり、凄まじい回復能力と人並み外れた怪力を持ち、夜になるとさらに強化される。種の存続のために人間と交わっていき、現在ほとんどのヴァンパイアは人間と変わらぬ身体能力になっている（ヴァンパイアの血の濃度は一般兵士では5%）。基本的には血の濃度が濃いほど強大な力を発揮できる模様で、5％程度のヴァンパイアでは特徴はほぼ発揮されない。
ヴァンパイアに噛まれた人間はヴァンパイアウイルスに感染したことでヴァンパイアになるが、吸血しなければ急激に老化していき、吸血し続けても一週間以内に死んでしまう。治療のためにはオリジナルのヴァンパイアに近い血を吸血するしかないが、純血のヴァンパイアに近い血であるはずのシーマでも治療にはならず、今の世ではダン国王の血しか治療効果はない。また、ヴァンパイア化した直後は感染元のヴァンパイアの命に従う人形と化す。頭にウイルスを含む血液が回らなければ人形にはならないが、そんなことをすれば普通の人間は死んでしまうため、逃れることができるのは「気」を充分に使いこなせる人間ぐらいである。
アニメ版では風土病の設定が変更され、ヴァンパイアウイルスの開発者となっている。

### クローン編
アリサ・ミラノ
声 - 荒木香恵
CIA諜報部員。19歳の少女。ターちゃん抹殺を狙うケルベロスの陰謀を察知したCIAから、ターちゃんファミリーを警護、監視するために派遣された。正体を隠してターちゃんファミリーと暮らすが、性格が心底善人のため、任務に徹することができず挙動不審が多い。格闘技の心得があり、密猟者を撃退したこともある。慢心とも見えるターちゃんファミリーの態度に危機感を持っており（実は慢心ではなく、確たる実力と自信に裏打ちされたものだった）、自らの正体を明かしてトーナメントへ同行する。
アニメ版では改心したアイアンマスクとロザリンを普通の人間にするべく、二人を連れて施設へと向けて旅立っていった。最終話では、上司の計らいにより再びターちゃんに付き添う任務へと戻り、アフリカへ。ターちゃんを倒そうと姦計を練るも敗色が濃くなったことで逃走しようとしたギャラスキーとシュウクルートを逮捕した。

#### 大会参加者
あたりはずれ江戸っ子はま矢マン
声 - 石井康嗣
アナベベが変装したマスクマン。MAXのレスラー相手にも子供の喧嘩じみた戦いながら勝利を収め準々決勝まで勝ち残るが、用心のためにと頭部に鉄の角を仕込んだため反則負けとなる。サインを求められると本名を書くのは相変わらず。
クリスチャン
声 - 長嶝高士
アメリカのレスラー。会場行の船上で梁に眼をとばした際にのされた。予選トーナメントでは薬で弱った梁を追いつめるものの勁による攻撃に恐れをなしてギブアップする（原作では恐怖から失禁している）。
ピーター・メイデン
声 - 太田真一郎
全米で人気絶頂の善玉ハンサムレスラー。表向きはさわやかな青年を装っているが、腕輪や脚に凶器を仕込み、観客に聞こえないようにターちゃんを「野蛮人」と馬鹿にするなど内心は卑劣。ターちゃんに顔を変形させられるほどの強烈な一撃を食らわされて敗れ、ファンにもあっさりと見捨てられた。
ポリャンスキー
EUN（アニメ版ではロシア）の柔道家でバルセロナ代表経験あり。ロザリンと対戦するも左頸動脈を切り裂かれて瞬殺。
ガルシア・マンガーノ
声 - 藤原啓治
メキシコのレスラー。
家族のために出稼ぎでレスラーをしており、お腹をすかせたペドロに握り飯を提供してくれるなど、優しく気のいい性格だが衛生観念はあまりない。格闘家としての力量は高く、梁に「したたかな動きをしている」と賛辞された。
百蓮仮面を上回る力を見せるも百蓮仮面の人工放電で死亡。ケルベロスによって、太陽電池で動くロボットにされた。
アニメ版では最期をペドロに看取られたり、幻影となって、ペドロの前に現れ憎しみで戦う彼を嗜めるなど出番が大幅に増えている。また、ロボット化はカットされた。
ホワイトベア

アラスカの格闘家で大会一の巨体を誇る。アイアンマスクがベイツの指示によって無防備になりダメージを与え続けるも、パワーアップしたアイアンマスクに首を刎ねられる。その後、ケルベロスによってビックリ箱のように首が飛ぶようにされてしまう。
アニメでは「〜ベア」という語尾を付けて喋り、死因は脳天唐竹割りに変更され、改造蘇生も行われず。

#### その他
ライ蔵（ライぞう）

ターちゃんと旧知の仲の老ライオン。原作では「交尾狂いのライ蔵」、アニメでは「遊び人のライ蔵」と呼ばれる。
ケルベロスに娘共々捕まり、娘の小脳はロザリンに移植されるが、それにより、ロザリンからは父親と思われ、自身もロザリンに愛情を抱く。ターちゃんとロザリンの対戦中に脱走し、ターちゃんに事情を説明して、ロザリンを止めてくれるように頼んだ。以降はターちゃんファミリーと一緒の部屋で過ごし、変装して観戦するなど次第に動物離れしてくる。
アニメ版ではターちゃんの回想ではあるが、メスライオンと自動車でドライブしたりメスライオンの遊女と遊廓を興じるなど、すでに動物離れしているシーンが見受けられる。
ゴールドマン部長

アリサの上司でアニメ版最終話に登場したオリジナルキャラクター。インターポールからの連絡で毛皮シンジケートがターちゃん抹殺のため、集結していることを知り、アリサを再びターちゃんの下に向かわせる。
ナンシー

アリサの同僚でアニメ版最終話に登場したオリジナルキャラクター。ゴールドマンの命令でアリサの仕事を引き継ぐ。

### ルシュ王国編
原作ラストエピソード直前の長編。梁師範は中国に帰ったため登場はしない。
アンリ・ノート
天才考古学者。60年前、偶然見つけたルシュ王国の遺跡で不老長生の水（墓の保存液に象の糞が混ざった物）を飲み、老化が止まった。
メアリー
ノート博士の助手。ノート博士を利用してアペデマスを復活させてしまい、アペデマスを操ることにより力を得ようとした。しかし自身も従順を装ったアペデマスに利用され、用済みになるとアグニによって焼き殺されてしまう。
アペデマス
五千年前にアフリカを支配していたルシュ王国の軍神。ターちゃんと敵対するが、一概に悪と言える存在でもない。
肉体から産みだされるスピードやパワーは高く、完全体では幾度もパワーアップをしていたターちゃんすら凌ぐ戦闘力を有する。その上若干の予知能力を持ち、相手の1 - 2秒程度先の動きを読むことができる（たった1 - 2秒でも、闘いにおいては充分に強い）。
配下に五戦士を持っていた。人一倍愛国心が強く、いち戦士としてルシュ王国を侵略から守り（国力的には侵略相手のエジプト軍のほうが上だったが、アペデマスと五戦士の働きで追い返していた）、国のために命がけで働き国王をも凌ぐ人気を得た。当初、本人は武人として生涯を全うしようと考えており、謀反を起こす気は無かったが、その人気に嫉妬した国王の策略にはめられ、野心が爆発。ヴァーユ、アグニを率いてルシュ王国軍と戦争をしたが敗北。その際処刑を受け入れる覚悟をしていたが処刑されず、本懐を果たせぬまま永久保存されるが、世界征服を狙うメアリーにより蘇った。美形で、メアリーをその美貌により魅了させて利用するだけした上で最終的には処刑させるなど、したたかで残酷な面を見せている。
高い言語獲得能力を持ち、ターちゃんたちの会話を聞いていただけで現代の言葉をマスターした（アペデマスに限らず、他の蘇った戦士たちも短期間で現代の言葉を習得している）。
国王に裏切られた一件で大陸征服への野心が芽生え、利用できるものは利用し尽くす性格に豹変したが、真に信用できる同胞に対しては、どんな苦境に立たされても決して裏切らない仲間思いな一面もあり、ヴァーユと袂を別った際は号泣しながら手にかけ、彼の意志に免じてノート博士に戦争の真実を語り見逃し、一晩中泣き崩れていた。
幾度もターちゃんを圧倒してきたが、最終決戦で大地の怒り（ヌーの大群をはじめとする動物たちによる無限に近い動物パワー）に触れて敗れた。最後は戦士として同郷のメロエの手にかかる覚悟をしていたが、純粋に国を愛していたことをメロエにテレパシーで知られ、ノート博士から戦争の真実を聞いたメロエが苦悩の末に赦したことにより五体満足で生き残った。その後本編には登場していない。
ナパ
アペデマス五戦士の一人、別名「森の剣聖」で巨体の持ち主。アペデマスをも凌ぐ予知能力者で、五千年前にアペデマスを倒した。この世に切れぬ物など無いと言われる巨剣「なでしこの剣」を容易に扱える。50年前に洞窟の中で様々な偶然が重なって蘇生し、ヴァーユが永久保存されている墓を守り続けてきた。孫のルナがいることから、作中では詳細に書かれていないものの家族を持っていたようである。そのためターちゃんたちと会ったときは老人の姿となっていた。老齢で身体能力が衰えていたため相討ち覚悟で切りかかったが、アペデマスの手刀によって両断されて殺され、ヴァーユとメロエに蘇生させないようアグニにより灰塵となった。
アグニ
アペデマス五戦士の一人、別名「火神」。五千年前にエジプト人との戦いにおいて瀕死の重傷を負い死を待つだけだったが、円頭人の手術を受けパンチパーマのような頭のサイボーグとなって一命を取り留めた。肩の照準で相手を捕らえ、百歩神拳にも似た生命パワーによる攻撃をする。ヴァーユによって完全体となったが、死んだナパの助言によるターちゃんに三角締めで絞め殺されてミイラに戻り、ノート博士にジッポーで焼却されて死亡した。改造後はギャグを解しない性格にされたとナパに嘆かれたが、ルシュ内戦の回想シーンではギャグキャラクターになっていた。
ヴァーユ
アペデマス五戦士の一人、別名「風神」。メロエの弟。風を操り攻撃や妨害を行えるほか、あり余る生命エネルギーで仲間を回復させることができる。ただし自分の体は治せない。完全体になると肉体そのものが尽きることのない生命エネルギーを生み出すことができるため、ほぼ無限に回復できることと等しい。
アペデマスが最も信頼していた忠臣で、蘇生後も彼の大陸制覇の夢のために自ら付き従ったが、かつて動物で溢れかえっていたアフリカが、人間の環境破壊と乱獲により数が激減していたことに驚愕。その上でノート博士の話を聴いたことで、人間の行動とアペデマスの行動が同一だと悟る。アペデマスの選択が間違っていると感じ、「もうあなたには従えない」と糾弾し裏切って闘うも、片腕を切り落とされてしまう。それでもなお生きており、最終決戦に乱入して最後の力でアペデマスを倒そうとしたが、アペデマスの方が体力が勝っており、攻撃のエネルギーを吸収されて死んだ。
バルカン
故人。アペデマス五戦士の一人、別名「獣人」。メロエの夫で、動物を自在に操ることができる。また戦闘時では獣人化し、その力は倍化され、アペデマスの予知能力を越えるほどの速さを誇る。獣人化した状態でアペデマスに勝ったこともあった（王国内の闘技場で行われた試合では、アペデマスは一度もバルカンに勝てなかった）が、子供が生まれてからは醜い姿を見せたくないがため（メロエが「生まれてくる子供には醜い獣人の姿を見せないで」とうっかり言ってしまったことも原因）に変身するのをやめ、五千年前の戦いではアペデマスに敗れて死んだ。ターちゃんの父親とされていたが、アペデマスとの決戦では父親と能力が違うことから血のつながりはないのかもしれないとメロエに言われた。
メロエ
アペデマス五戦士の一人、別名「智将」。バルカンの妻にしてヴァーユの実姉で、彼女も風を操れる。ただしヴァーユと違いあくまで攻撃や妨害のためにしか風は操れず、復元・蘇生はできない。そのためバルカンの死を傍観するだけしかできなかったことを悔いている。風の強さそのものも、ヴァーユに比べると弱い模様。
輝くばかりの美貌と知力を持ち、わずかな期間に現代の知識を学習した。アペデマス打倒のためターちゃん一家に加勢する。バルカンとはかつて非常に仲のいい夫婦であり、彼のすべてを愛していたはずだが、愚かなことをしてしまったと悔恨の涙を流していた（バルカンの項を参照）。
アペデマスに対する復讐心から徐々に苛烈さを醸し出していくが、最終的に国王の裏切りやアペデマスの真意を知ったことで復讐心を抑え彼を見逃した。その後、アペデマス同様最後まで生き残り、戦いの決着後、ターちゃんらと一緒にその場から立ち去ったが、その後の本編には登場していない。
バルカンとの間に一人息子「タヒム」を生み、当初はターちゃんをそのタヒムとして見ていた。しかしアペデマスとの決戦でターちゃんが見せた「動物から力を借りる」能力はバルカンにはないものだったので、「タヒムではないのかもしれない」と述べている。
タヒム
バルカンとメロエの息子。ナパと同様、数十年前に保存装置から蘇った。そのまま生きていれば成人となっているはずだが消息は不明（作中ではターちゃんがタヒムだと思われる描写が多々あり、メロエもターちゃんを息子のタヒムとして接していたが詳細が明らかになることはなかった）。アペデマスとの最終決戦ではターちゃんが見せた「動物から力を借りる」能力を見たメロエが「（バルカンとは能力が違うから）ターちゃんはタヒムではないのかもしれない」と述べている。
ルナ
ナパの孫でレプリカのなでしこの剣を持つ。ナパから剣の手ほどきを受けていたようで、ターちゃんでもちょっと本気にならないと避けられないほどの剣の腕前。ナパとは異なり体は大きくない。なかなかの美人で、作中ではひたすらアナベベにナンパをされていた。ナパが死んだ時は、その場にいなかったのにもかかわらず瞬時に祖父の死を認識していた。
円頭人（えんとうじん）
ルシュ王国に高度な文明をもたらした宇宙人たち。イメージ回想でのみ登場。ナパいわく、気まぐれで文明をもたらし、気まぐれで地球を離れたとのこと。
ルシュ国王
回想中にのみ登場。人により評価が分かれ、自然を愛し「文明を捨て、自然に還る」ことを提唱した善き国王という意見もあれば（ナパ、バルカン、メロエはこの意見に賛成していたため、「ルシュ国王は素晴らしい人だ」と言っている）、自身の権力を守るために人気者であったアペデマスと五戦士に対し策謀を巡らせた老獪な悪党という意見もある。アペデマスは唯一この策謀を見抜いていたが、心理を読んでいた国王に謀反人にされ、敵対したバルカンたちに真実を伝えることができなかった。そしてアペデマスを処刑してもアペデマスの次に民衆からのカリスマ性を持つ5戦士に脅かされる可能性を考え、「アペデマスの監視」という名目で4戦士とタヒム（バルカンは死亡していた）も封印した。
ノート博士の推察では、ルシュ国王が「文明を捨て、自然に還る」ことを実行した形跡が見られなかったことを主な理由として、後者の悪党説を真実と見ており、両者の意見を聞き比べたヂェーンも「いつ復活するか分からないアペデマスと一緒に（四戦士が）封印されるなんて、ほとんど謀反人と同じ扱いだ」と国王の欺瞞性を看破していた。作中アペデマスがナパたちをたびたび「裏切り者」と言ったのも「苦楽を共にした心友よりも国王を信じた薄情者」という意味であり、メロエも冷静に考えれば察することができたものの、夫・バルカンをアペデマスの手により失ったことで冷静さを欠いていた故に恨み余って真相を考えようとはしなかった。
結局この判断が原因で、「アペデマスたち五戦士無きルシュは落とすに容易き」と半年後のエジプト軍の侵攻に成す術なく大敗。主戦力であったアペデマスたちの謀反を恐れ切り札として使うこともできず、打つ手を完全になくし滅亡した。

### 十二神将（昆虫戦士）編
原作における最終的な長編。
空総（くうそう）
梁師範の息子。外魔瑠派教団（ゲマルハきょうだん）に支配された世界の救世主となる。誕生したての現代でも高い知能と法力を備え、瀕死の梁が自身の残り全ての気を与えた影響で予定よりも遥かに早く（0歳で）覚醒した。
その力で十二神将の内7体を撃破している。このため十二神将は5体になっている。
エンド・ターチャン
ターちゃんとヂェーンの娘で第十二子（末娘）。ターちゃんとヂェーンを「おとうちゃん」「おかあちゃん」と呼ぶ。ハーバード大学の学生でありながら地球防衛軍の特務部隊の指導員をやっている。外魔瑠派教団から空総を守るため、50年先の未来の世界からやって来た。痩せていた時代のヂェーンに似ており、ターちゃん得意の「ふにふに避け」も難なくこなす。物心ついた頃にはターちゃんが亡くなっているためターちゃんの強さを知らず、未来の悲劇を伝えられなかった。後にターちゃんが未来を変えると発言し、父と母を手伝うために現代に残り、人類の問題を解決する仕事に就く（ただし自身が誕生した年以降も現代に居ると時間軸が混乱する場合があるので、自身が生まれる年の頃に未来に帰る模様）。
ハジメ・ターチャン
ターちゃんとヂェーンの長男で第一子。エンドの話によれば未来では世界的に高名な動物学者になっているとのこと。最終話で誕生した。
ツギコ・ターチャン
ターちゃんとヂェーンの長女で第二子。エンドの話によればアフリカで活躍するボランティア医師団の代表とのこと。
ロック・ターチャン
ターちゃんとヂェーンの息子で第六子。絶望の未来ではエンドと共に地球防衛軍に入隊している。容姿はターちゃんの血を一番色濃く受け継いでおり、長髪であること以外は父と瓜二つ。絶滅した動物の「嘆き」を聞くことができる模様。
宮毘羅（くびら）
外魔瑠派教団十二神将の一人で、ハエの昆虫人間（インセクトヒューマン）。昆虫人間としては試作品で、十二神将一の出来損ないと罵られている。体を溶かす体液を吐いて趙の片腕を溶かし、彼を追い詰めるが、捨て身の攻撃でバトルスーツを砕かれる。自身は余裕を見せてその状態で梁師範と戦うも、想像以上の梁師範の強さに驚愕。バトルスーツに頼り過ぎた結果、あえなく倒された。
真達羅（しんだら）
十二神将の一人で、バッタの昆虫人間。顔にバッタの要素が濃く浮き出ている。そのため、素顔を見せた際に梁師範から「仮面ライダーじゃん」と呆れ顔でツッコまれ、ズッこけていた。驚異的な瞬発力を持つが、ターちゃんと梁師範のコンビネーションの前に敗れた。戦闘時にはよく「シェッ!」と叫ぶ。
伐折羅（ばさら）
十二神将の一人で、カブト虫の昆虫人間。劇中で正体を見せた他の昆虫人間たちは基本的に人間に近い体型のようだが、彼はほとんど「巨大なカブト虫」といった容姿で、昔の公家に似た顔がついている。昆虫人間一の剛力。甲虫類特有の硬い皮膚を持っているのでバトルスーツを必要としないことを誇っていたが、皮膚の極端な硬度を逆手にとられ（外骨格故に関節が脆い）手足を折られて倒された。
末爾羅（まにら）
十二神将の一人で、クモの昆虫人間。口から糸を吐き、相手の動きを封じるのが得意。ペドロを追い詰めるがターちゃんによって倒される。そして、空総の法力が目覚め、乗ってきた空中戦艦の砲門を破壊され戦意を喪失したところをタオに首をはねられ粛清された。
招杜羅（しょうとら）
十二神将の一人だが、その正体は後述のタオである。
タオ
外魔瑠派教団教祖。タイムマシンや昆虫戦士などを開発するほどの天才的な頭脳を持ち、50年後に訪れるトータチスの地球衝突での「末法思想」を唱え、トータチス破壊の阻止を目論むも空総が邪魔立てしたため、赤子の内に抹殺しようと十二神将の中に紛れ、自ら空総暗殺メンバーとして現代にやってきた。
当初は招杜羅（しょうとら）のバトルスーツを着ていたが、やがて、ホログラム映像のようなもので作った未来のアナベベの顔を見せ、50年後の地球の惨状を明かした。真の正体は子供で、昆虫戦士が全滅したあとにその姿を現す。素顔は動物好きのいたって普通の少年であり、人類抹殺の直接の動機は、唯一の友達であった愛犬のドグとマグを食い殺した人間に絶望してのものだった。未来に帰還した際、ターちゃんたちの活躍により、動物たちが（人類を含む全ての生態系と、さらには環境問題を改善して地球そのものが）救われたことを知る。警備ロボットの1体から、ターちゃんが石像になってもアフリカの動物たちを見守っていることを知らされ、その隣にある純金製の巨大なヂェーン像を見て、ズッコケた。

## 書誌情報
- 徳弘正也 『ジャングルの王者ターちゃん♡』 集英社〈ジャンプ・コミックスデラックス〉、全7巻
  1. 「ジャングルの王者だの巻」1988年10月15日初版発行、ISBN 4-08-858231-4
  2. 「ヂェーンのダイエットの巻」1989年6月15日初版発行、ISBN 4-08-858232-2
  3. 「ターちゃん危機一髪の巻」1990年1月15日初版発行、ISBN 4-08-858233-0
  4. 「金もうけヂェーンの巻」1990年4月15日初版発行、ISBN 4-08-858234-9
  5. 「ジャングル郵便の巻」1990年6月15日初版発行、ISBN 4-08-858235-7
  6. 「ジャングルトイレの巻」1990年8月15日初版発行、ISBN 4-08-858236-5
  7. 「ペドロのお礼の巻」1991年1月15日初版発行、ISBN 4-08-858237-3
- 徳弘正也 『新ジャングルの王者ターちゃん♡』 集英社〈ジャンプ・コミックス〉、全20巻
  1. 「ジャングルの勇者の巻」1991年2月15日初版発行、ISBN 4-08-871591-8
  2. 「闘魂 オープントーナメントの巻」1991年4月15日初版発行、ISBN 4-08-871592-6
  3. 「非道な黒龍拳の巻」1991年6月15日初版発行、ISBN 4-08-871593-4
  4. 「やってきた女（ひと）の巻」1991年9月15日初版発行、ISBN 4-08-871594-2
  5. 「覆面の下…の巻」1991年12月8日初版発行、ISBN 4-08-871595-0
  6. 「改造人間上陸!! の巻」1992年2月15日初版発行、ISBN 4-08-871596-9
  7. 「美しき挑戦者の巻」1992年4月15日初版発行、ISBN 4-08-871597-7
  8. 「ケルベロスの陰謀の巻」1992年7月8日初版発行、ISBN 4-08-871598-5
  9. 「さらばシーマ…の巻」1992年10月7日初版発行、ISBN 4-08-871599-3
  10. 「梁師範対クローンの巻」1992年12月7日初版発行、ISBN 4-08-871600-0
  11. 「クローン対ターちゃんの巻」1993年3月9日初版発行、ISBN 4-08-871711-2
  12. 「ヂェーンがやせた!! の巻」1993年6月9日初版発行、ISBN 4-08-871712-0
  13. 「ジャングルは今日も平和だ!! の巻」1993年10月9日初版発行、ISBN 4-08-871713-9
  14. 「ターちゃんと戦いたいの巻」1994年1月16日初版発行、ISBN 4-08-871714-7
  15. 「復活した軍神の巻」1994年3月9日初版発行、ISBN 4-08-871715-5
  16. 「五戦士の巻」1994年6月8日初版発行、ISBN 4-08-871716-3
  17. 「動物パワーだの巻」1994年9月7日初版発行、ISBN 4-08-871717-1
  18. 「森の聖人ゴリラの巻」1994年12月7日初版発行、ISBN 4-08-871718-X
  19. 「人間達のルールの巻」1995年3月8日初版発行、ISBN 4-08-871719-8
  20. 「未来は変わるの巻」1995年7月9日初版発行、ISBN 4-08-871720-1

## アニメ
1993年10月14日から1994年9月29日まで、テレビ東京系列にて放送された。その後は1994年12月、1995年3月、8月、1996年1月、10月にスペシャルが放送された。
アニメ化の際、過激な下ネタの大半がカットされ、ややソフトな下ネタに変更されている（例として、「うんこひりパワーアップ」が、「おもらしパワーアップ」に変更）。他にも残酷描写（人体切断など）の多くがカットされていたり、原作では死亡したキャラクターが生存するなどの変更もある。
さらに、実在商品名を用いた駄洒落や、ヂェーンがマジンガーZの名前で突っ込みを入れるシーンがカットされ、別のネタに差し替えられている。
キャストでは主役のターちゃんに俳優の岸谷五朗を起用。難波日登志は「既成の声のイメージにとらわれたくないという思いがあったんです」と述べている。
ストーリーはいくつかの短編や中国編からクローン編までの長編が描かれている。桜井尚によれば、ユンケル帝国編は梁を早く登場させるためにカットしたとのこと。
最終話は各章でターちゃんたちと心通わせたキャラクターたちが再登場し、ターちゃんとヂェーンの正式な結婚式を描いて幕を閉じている。
平均視聴率は11%だった。また、インターネットテレビのGyaOで配信された際、視聴ランキングの上位に入ることも多く、現在までに2度配信された。
なお、本作以降テレビ東京木曜19時台のアニメはステレオ放送へと移行。提供クレジットのブルーバックが撤廃され、作品の静止画（一部動画が入る作品あり）が入った。

### スタッフ
- 原作：徳弘正也
- 企画：大野実（読売広告社）、櫻井尚（アミューズ）
- シリーズ構成：鳥海尽三（鳳工房企画室）
- キャラクターデザイン：工藤裕加、西野理恵
- 美術設定：金村勝義
- 美術監督：稲葉靖之、古賀徹
- 撮影監督：長谷川洋一、吉田光伸
- 編集：古川雅士
- 音楽：山田直毅、鈴木豪
- 音響監督：明田川進
- 音楽プロデューサー：松崎澄夫
- プロデューサー：岩田圭介（テレビ東京）、藤波俊彦→今井修二（読売広告社）、兼坂勝利（アミューズ）
- アニメーションプロデューサー：川人憲治郎
- 監督：難波日登志
- 色彩設定：斉藤裕子
- タイトル：片山悟
- ネガ編集：松尾編集室
- 現像：IMAGICA
- 録音：室克己
- 効果：倉橋静男（サウンドボックス）
- 録音スタジオ：アオイスタジオ
- 音響制作：マジックカプセル、高寺雄
- 制作担当：大西つとむ
- 文芸担当：荒島晃宏
- 設定制作：工藤健太
- 広報担当：伊藤真理（テレビ東京）
- アニメーション制作：グループ・タック
- 製作：テレビ東京、読売広告社、アミューズ

### 主題歌
オープニングテーマ
「HEARTの形状」（ハートのかたち）（第1話 - 第30話）
作詞 - 夏野芹子 / 作曲・編曲 - 山田直毅 / 歌 - B∀G（バグ）
「mama I Love You」（第31話 - 第50話）
作詞 - AYUMI / 作曲・編曲 - 山田直毅 / 歌 - B∀G
エンディングテーマ
「VIRGIN LAND」（第1話 - 第26話）
作詞 - 沢ちひろ / 作曲 - 中崎英也 / 編曲 - Kim Bullard / 歌 - アン・ルイス
「MISTY HEARTBREAK」（第27話 - 第38話）
作詞・作曲・編曲 - AXS / 歌 -  access
エンディングアニメーションは同曲の実写PVをベースに本編からのダイジェスト映像が時折挿入されている。
「JINGLE JUNGLE DANCE」（第39話 - 第50話）
作詞 - 夏野芹子 / 作曲 - Char / 編曲 - 武内享 / 歌 - アン・ルイス
エンディングアニメーションにはアン・ルイス本人も合成という形で出演していたが、その後のビデオソフト版では合成前の映像に差し替えられている。

### 各話リスト
| 話 | 放送日          | サブタイトル                                               | 脚本                | コンテ          | 演出              | 作画監督            |
| -- | --------------- | ---------------------------------------------------------- | ------------------- | --------------- | ----------------- | ------------------- |
| 1  | 1993年 10月14日 | ジャングルの王者だの巻 （第1話と2話は1時間スペシャル）     | 鳥海尽三            | 青野昌          | 青野昌            | 村田雅彦            |
| 2  | 1993年 10月14日 | ジャングル流相撲の巻                                       | 鳥海尽三 藤本さとし | 石踊宏          | 石踊宏            | 野田康行            |
| 3  | 10月21日        | 超能力ターちゃんの巻                                       | 鳥海尽三 荒島晃宏   | 大地丙太郎      | 大地丙太郎        | -                   |
| 4  | 10月28日        | ムササビ飛行術の巻                                         | 鳥海尽三            | うえだしげる    | うえだしげる      | 加藤茂              |
| 5  | 11月4日         | ペドロ入門の巻                                             | 鳥海尽三            | 松浦錠平        | 松浦錠平          | 村中博美            |
| 6  | 11月11日        | ダイヤモンドは誰の物の巻                                   | 鳥海尽三 荒島晃宏   | 中野頼道        | 中野頼道          | 松本清 服部一郎     |
| 7  | 11月18日        | 黒龍拳の野望の巻                                           | 鳥海尽三 藤本さとし | 大地丙太郎      | 中村憲由          | 平松禎史            |
| 8  | 11月25日        | 恐るべき西派拳の巻                                         | 鳥海尽三 大滝敏之   | 青野昌          | 青野昌            | 村田雅彦            |
| 9  | 12月5日         | 非道!黒龍拳の罠の巻                                        | 鳥海尽三 荒島晃宏   | 石踊宏          | 石踊宏            | 野田康行            |
| 10 | 12月9日         | 西派拳の悲しき掟の巻                                       | 鳥海尽三 伊藤健司   | 大地丙太郎      | 大地丙太郎        | なかじまちゅうじ    |
| 11 | 12月16日        | 命を賭けた決戦の巻                                         | 鳥海尽三 藤本さとし | 遠藤克己        | うえだしげる      | 加藤茂              |
| 12 | 12月23日        | 猛襲!黒龍拳の巻                                            | 鳥海尽三 荒島晃宏   | 渡辺慎一        | 松浦錠平          | 村中博美            |
| 13 | 1994年 1月6日   | ジャングルパワー爆発の巻                                   | 鳥海尽三            | 毛利和昭        | 中野頼道          | 松本清 服部一郎     |
| 14 | 1月13日         | 戦いの果てにの巻                                           | 鳥海尽三            | 中村憲由        | 中村憲由          | 平松禎史            |
| 15 | 1月20日         | 帰ってきたターちゃん一家（ファミリー）の巻                 | 鳥海尽三 伊藤健司   | こおなみすく    | 青野昌            | 村田雅彦            |
| 16 | 1月27日         | 美しき殺し屋の巻                                           | 鳥海尽三            | 石踊宏          | 石踊宏            | 野田康行            |
| 17 | 2月3日          | ヂェーンの恋人?の巻                                        | 荒島晃宏            | 大地丙太郎      | 大地丙太郎        | なかじまちゅうじ    |
| 18 | 2月17日         | やって来た女（ひと）の巻 （第18話と19話は1時間スペシャル） | 藤本さとし          | うえだしげる    | うえだしげる      | 加藤茂              |
| 19 | 2月17日         | 謎のコーガンファミリーの巻                                 | 鳥海尽三 伊藤健司   | 渡辺慎一        | 松浦錠平          | 村中博美            |
| 20 | 2月24日         | 感動の?ご対面の巻                                          | 鳥海尽三 岩崎訓     | 中村憲由        | 中野頼道          | 服部一郎            |
| 21 | 3月3日          | 予選トーナメント開始の巻                                   | 荒島晃宏            | 中村憲由        | 中村憲由          | 平松禎史            |
| 22 | 3月10日         | 仕組まれた対戦!?の巻                                       | 藤本さとし          | 石踊宏          | 石踊宏            | 野田康行            |
| 23 | 3月17日         | 格闘家の誇りに賭けての巻                                   | 鳥海尽三 伊藤健司   | 武藤裕治        | 青野昌            | 杉山東夜美          |
| 24 | 3月24日         | アポロニア仮面の秘密の巻                                   | 鳥海尽三 大滝敏之   | 大地丙太郎      | 大地丙太郎        | なかじまちゅうじ    |
| 25 | 3月31日         | 立ち直れ!マイケル!!の巻                                    | 鳥海尽三            | 佐藤卓哉        | 佐藤卓哉          | 村中博美            |
| 26 | 4月14日         | 殺人機械（マシン）ニドの巻                                 | 荒島晃宏            | 石山タカ明      | 石山タカ明        | 加藤茂              |
| 27 | 4月21日         | ターちゃんパワーダウン!?の巻                               | 鳥海尽三 伊藤健司   | 中村憲由        | 中野頼道          | 服部一郎            |
| 28 | 4月28日         | マイケル決死の戦い!の巻                                    | 鳥海尽三 大滝敏之   | 中村憲由        | 中村憲由          | 平松禎史 杉山東夜美 |
| 29 | 5月5日          | 激闘!ターちゃんVSニドの巻                                  | 鳥海尽三 大滝敏之   | 石踊宏          | 石踊宏            | 野田康行            |
| 30 | 5月12日         | 最後の戦い!決勝戦の巻                                      | 鳥海尽三            | 毛利和昭        | 山口美浩          | 松岡秀明            |
| 31 | 5月19日         | 美しき挑戦者の巻                                           | 藤本さとし 荒島晃宏 | 高柳哲司        | 渡辺哲哉          | なかじまちゅうじ    |
| 32 | 5月26日         | 恐怖のヴァンパイアの巻                                     | 藤本さとし          | 石山タカ明      | 石山タカ明        | 加藤茂              |
| 33 | 6月2日          | 悲劇のヴァンパイア戦士の巻                                 | 荒島晃宏            | 戸倉紀元 青野昌 | 中野頼道          | 服部一郎            |
| 34 | 6月9日          | 謎の組織ケルベロスの巻                                     | 荒島晃宏            | 佐藤卓哉        | 佐藤卓哉          | 村中博美            |
| 35 | 6月16日         | 強敵!バラの拳士マニの巻                                    | 鳥海尽三            | 中村憲由        | 中村憲由 大畑清隆 | 杉山東夜美          |
| 36 | 6月23日         | ターちゃん一家（ファミリー）絶体絶命!の巻                  | 藤本さとし          | 大地丙太郎      | 渡辺哲哉          | なかじまちゅうじ    |
| 37 | 6月30日         | ダン国王の正体!?の巻                                       | 荒島晃宏            | 山口美浩        | 山口美浩          | 柳野龍男 高橋明信   |
| 38 | 7月7日          | 最強のヴァンパイアの巻                                     | 鳥海尽三            | 中村憲由        | 中野頼道          | 服部一郎            |
| 39 | 7月14日         | 勇者復活!!の巻                                             | 藤本さとし          | 高柳哲司        | 高柳哲司          | なかじまちゅうじ    |
| 40 | 7月21日         | 究極のバトル!!の巻                                         | 荒島晃宏            | 佐藤卓哉        | 佐藤卓哉          | 杉山東夜美 保谷有香 |
| 41 | 7月28日         | 強敵の予感の巻                                             | 荒島晃宏 大滝敏之   | 中村憲由        | 阿宮正和          | 坂元大二郎          |
| 42 | 8月4日          | 悪魔のクローン人間の巻                                     | 藤本さとし          | 高柳哲司        | 高柳哲司          | なかじまちゅうじ    |
| 43 | 8月11日         | 勝ち抜け!トーナメント!!の巻                                | 鳥海尽三            | 日高政光        | 日高政光          | 杉山東夜美          |
| 44 | 8月18日         | 卑劣なケルベロスの巻                                       | 荒島晃宏            | 中村憲由        | 中野頼道          | 服部一郎            |
| 45 | 8月25日         | 梁師範対クローンの巻                                       | 藤本さとし          | 高柳哲司        | 佐藤育郎          | なかじまちゅうじ    |
| 46 | 9月1日          | ターちゃん悩む?の巻                                        | 荒島晃宏 大滝敏之   | 佐藤卓哉        | 山崎たかし        | 村中博美            |
| 47 | 9月8日          | アイアンマスクの涙の巻                                     | 岩崎訓 藤本さとし   | 中村憲由        | 阿宮正和          | 花畑まう            |
| 48 | 9月15日         | クローン対ターちゃんの巻                                   | 藤本さとし          | 須永司          | 渡辺哲哉          | なかじまちゅうじ    |
| 49 | 9月22日         | 決着の時の巻                                               | 藤本さとし          | 杜野幼青        | 吉本毅            | 杉山東夜美          |
| 50 | 9月29日         | ターちゃん一家（ファミリー）大集合!!の巻                   | 荒島晃宏            | 中村憲由        | 中野頼道          | 服部一郎            |

### 放送局
※放送日時は個別に出典が提示されている局を除き1994年1月中旬 - 2月上旬時点のものとする。
| 放送地域       | 放送局             | 系列           | 放送日時           | 備考                                     |
| -------------- | ------------------ | -------------- | ------------------ | ---------------------------------------- |
| 関東広域圏     | テレビ東京         | テレビ東京系列 | 木曜 19:00 - 19:30 | 制作局                                   |
| 北海道         | テレビ北海道       | テレビ東京系列 | 木曜 19:00 - 19:30 |                                          |
| 愛知県         | テレビ愛知         | テレビ東京系列 | 木曜 19:00 - 19:30 |                                          |
| 大阪府         | テレビ大阪         | テレビ東京系列 | 木曜 19:00 - 19:30 |                                          |
| 岡山県・香川県 | テレビせとうち     | テレビ東京系列 | 木曜 19:00 - 19:30 |                                          |
| 福岡県         | TXN九州            | テレビ東京系列 | 木曜 19:00 - 19:30 | 現・TVQ九州放送。                        |
| 青森県         | 青森朝日放送       | テレビ朝日系列 | 火曜 17:30 - 18:00 | 本放送終了後、1996年頃に放送。           |
| 岩手県         | テレビ岩手         | 日本テレビ系列 | 日曜 5:30 - 6:00   |                                          |
| 宮城県         | ミヤギテレビ       | 日本テレビ系列 | 金曜 17:00 - 17:30 |                                          |
| 福島県         | 福島放送           | テレビ朝日系列 | 金曜 16:00 - 16:30 | 本放送終了後、1997年頃に放送。           |
| 新潟県         | テレビ新潟         | 日本テレビ系列 | 金曜 17:00 - 17:30 |                                          |
| 富山県         | チューリップテレビ | TBS系列        | 日曜 10:00 - 10:30 | 1994年1月30日から1995年1月15日まで放送。 |
| 山梨県         | 山梨放送           | 日本テレビ系列 | 木曜 16:00 - 16:30 |                                          |
| 静岡県         | 静岡第一テレビ     | 日本テレビ系列 | 木曜 5:15 - 5:45   |                                          |
| 岐阜県         | 岐阜放送           | 独立局         | 月曜 18:30 - 19:00 |                                          |
| 奈良県         | 奈良テレビ         | 独立局         | 日曜 16:30 - 17:00 |                                          |
| 島根県・鳥取県 | 山陰中央テレビ     | フジテレビ系列 | 金曜 15:58 - 16:28 |                                          |
| 愛媛県         | 伊予テレビ         | TBS系列        | 土曜 17:00 - 17:30 | 現・あいテレビ。                         |
| 熊本県         | 熊本県民テレビ     | 日本テレビ系列 | 金曜 17:00 - 17:30 |                                          |

## 関連商品

### VHS
- バンダイビジュアルより『ジャングルの王者ターちゃん』のVHSが全13巻リリースされたが、現在は、全巻廃盤となっている。

### DVD
- アミューズより『ジャングルの王者ターちゃん』のDVDが全5巻（レンタルでは全10巻）がリリースされ、のちにTCエンターテイメントより、DVD-BOX版が発売された[14]。
- また、香港版として『低死泰山』の名前で全話のDVD-BOXが発売されている（日本語収録）。

### Blu-ray
- アニメ放送開始25周年を記念して、ベストフィールドより『想い出のアニメライブラリー 第79集 ジャングルの王者ターちゃん Blu-ray Vol.1』が2017年10月27日[15]に、同じく『想い出のアニメライブラリー 第79集 ジャングルの王者ターちゃん Blu-ray Vol.2』が2017年11月24日[16]に発売された。

### ゲーム
- ジャングルの王者ターちゃん（ゲームボーイ、1994年7月29日、バンダイ）
- ジャングルの王者ターちゃん 世界漫遊大格闘の巻（スーパーファミコン、1994年9月18日、バンダイ）

クリアした結果によってベストエンディングを見られる。
声の出演 / ターちゃん（声：岸谷五朗） / ヂェーン（声：ならはしみき）
上記の作品の他にも、1991年12月発売のファミリーコンピュータ用ソフト『ファミコンジャンプII 最強の7人』（バンダイ）、2006年11月23日発売のニンテンドーDS用ソフト『ジャンプアルティメットスターズ』（任天堂）、2018年3月28日配信（本作は2018年9月18日参戦）のスマートフォン用アプリに『ジャンプチ ヒーローズ』（LINE）も登場している。